# Lista de convidados na coroação de Carlos III do Reino Unido
A coroação de Carlos III do Reino Unido como rei do Reino Unido e dos demais reinos da Commonwealth ocorreu em 6 de maio de 2023. Aproximadamente 2.200 pessoas foram convidadas a participar do evento, incluindo membros da família real britânica, representantes da Igreja Anglicana da Inglaterra e da Igreja Presbiteriana da Escócia, políticos proeminentes do Reino Unido e da Comunidade das Nações, e chefes de estado e realeza estrangeiros. Convidados de 203 países compareceram ao culto.

## Família real britânica

### Descendentes de Carlos III
- O príncipe e a princesa de Gales, respectivamente filho e nora do rei.[3]
  - Príncipe Jorge de Gales, neto do rei (Pajem de Honra do Rei).[3]
  - Princesa Carlota de Gales, neta do rei.[4]
  - Príncipe Luís de Gales, neto do rei.[4]
- O duque de Sussex, filho do rei.[5]

### Outros descendentes de Isabel II
- A princesa real (Bastão de Ouro e Bastão de Prata do Rei) e o vice-almirante Sir Timothy Laurence , irmã e cunhado do rei.[6]
  - Peter Phillips, sobrinho do rei.[6]
  - Zara Tindall e Michael Tindall, sobrinha e sobrinho do rei.[6]
- O duque de York , irmão do rei
  - Princesa Beatriz e Eduardo Mapelli Mozzi, sobrinha e sobrinho do rei.[6]
  - Princesa Eugênia e Jack Brooksbank, sobrinha e sobrinho do rei.[6]
- O duque e a duquesa de Edimburgo, irmão e cunhada do rei.[6]
  - Lady Louise Mountbatten-Windsor , sobrinha do rei.[6]
  - Conde de Wessex, sobrinho do rei.[6]

### Outros descendentes de Jorge VI
- O conde de Snowdon, primo materno do rei.[6]
  - Visconde Linley, primo-sobrinho materno do rei.[6]
  - Lady Margarita Armstrong-Jones, prima-sobrinha materna do rei.[6]
- Lady Sarah e Daniel Chatto, prima materna do rei e seu marido.[6]
  - Samuel Chatto, primo-sobrinho materno do rei.[6]
  - Segundo-tenente Arthur Chatto, primo-sobrinho materno do rei.[6]

### Outros descendentes de Jorge V
- O duque e a duquesa de Gloucester, primo-tio materno do rei e sua esposa.[6]
  - Conde de Ulster, primo de segundo grau materno do rei.[7]
  - Lady Davina Windsor, prima materna em segundo grau do rei.[7]
  - Lady Rose Gilman, prima materna em segundo grau do rei.[7]
- O duque de Kent, primo-tio materno do rei.[6]
  - Conde de St Andrews, primo materno em segundo grau do rei.[7]
  - Lady Helen Taylor , prima materna em segundo grau do rei.[7]
  - Lorde Nicholas Windsor, primo materno em segundo grau do rei.[7]
- Princesa Alexandra, a Honorável Lady Ogilvy, prima-tia do rei.[6]
  - Jaime Ogilvy, primo materno de segundo grau do rei.[7]
  - Marina Ogilvy, prima materna em segundo grau do rei.[7]
- Príncipe e princesa Michael de Kent, primo-tio materno do rei e sua esposa.[6]
  - Lorde Frederick Windsor, primo materno em segundo grau do rei.[7]
  - Lady Gabriella Kingston, prima materna em segundo grau do rei.[7]

### Outros parentes
- Sir Simon e Lady Bowes-Lyon, primo-tio materno do rei e sua esposa.
- A condessa Mountbatten da Birmânia , esposa do conde de Mountbatten do primo em segundo grau do rei.

## Famílias Parker Bowles e Shand

### Parker Bowles
- Andrew Parker Bowles, ex-marido da rainha.[8]
  - Tom Parker Bowles, filho da rainha.[6]
    - Lola Parker Bowles, neta da rainha.[6]
    - Frederick Parker Bowles, neto da rainha (Pajem de Honra da Rainha).[3]

  - Laura Lopes e Harry Lopes, filha e genro da rainha.[6]
    - Eliza Lopes, neta da rainha.[6]
    - Luís Lopes, neto da rainha (Pajem de Honra da Rainha).[6]
    - Gus Lopes, neto da rainha (Pajem de Honra da Rainha).[6]

### Shand
- Annabel Elliot, irmã da rainha (dama de companhia).[9]
  - Benjamin e Mary-Clare Elliot, sobrinho e sobrinha da rainha.
    - Arthur Elliot, sobrinho-neto da rainha. (Pajem de Honra da Rainha).[3]

  - Alice e Luke Irwin, sobrinha e sobrinho da rainha.
    - Otis Irwin, sobrinho-neto da rainha.
    - Violet Irwin, sobrinha-neta da rainha.

  - Catherine Elliot, sobrinha da rainha.

- - Ayesha Shand, sobrinha da rainha via Mark Shand.

## Família Middleton
- Michael e Carole Middleton , os pais da princesa de Gales.[10]
  - Pippa Middleton, irmã da Princesa de Gales.[10]
  - James Middleton , irmão da princesa de Gales.[10]

## Reino Unido

### Atual e ex-primeiros-ministros
- Rishi Sunak, primeiro ministro, e Akshata Murty.[11]
  - John Major, primeiro-ministro 1990-1997.[6]
  - Tony Blair, primeiro ministro 1997-2007, e Cherie Blair.[6]
  - Gordon Brown, primeiro ministro 2007-2010, e Sarah Brown.[6]
  - David Cameron, primeiro ministro 2010–2016, e Samantha Cameron.[6]
  - Theresa May, primeira-ministra 2016–2019, e Sir Philip May.[6]
  - Boris Johnson, primeiro-ministro 2019–2022 e Carrie Johnson.[6]
  - Liz Truss, primeira-ministra de setembro a outubro de 2022 e Hugh O'Leary.[6]

### Grandes Oficiais de Estado

#### Inglaterra
- Gordon Messenger, Lorde Alto Administrador da Inglaterra.[12]
- Alex Chalk, Alto Chanceler da Grã-Bretanha e Secretário de Estado da Justiça.[6]
- Penny Mordaunt, Lorde Presidente do Conselho e Líder da Câmara dos Comuns, quem empunhara a Espada do Estado durante o culto.[6]
- Barão True, Lorde Guardião do Selo Privado e Líder da Câmara dos Lordes.[6]
- Baron Carrington, Lorde Great Chamberlain da Inglaterra, fora o apresentador das Esporas de Ouro.[12][13]
- Antony Radakin, Lorde Alto Condestável da Inglaterra e Chefe da Equipe de Defesa.[12]
- O duque de Norfolk, Conde Marechal da Inglaterra.[6]

#### Escócia
- Anthony Lindsay, conde de Crawford e Balcarres, deputado do Grande Administrador da Escócia.[12]
- Merlin Hay, Conde de Erroll, Lorde Alto Condestável da Escócia.

### Membros do Gabinete
- Oliver Dowden , Vice-Primeiro-Ministro e Chanceler do ducado de Lancaster.[6]
- Jeremy Hunt, chanceler do Tesouro.[6]
- James Cleverly, secretário de Estado para relações exteriores, comunidade e desenvolvimento.[6]
- Suella Braverman, secretária de Estado do Departamento do Interior.[6]
- Ben Wallace, secretário de estado da defesa.[6]
- Grant Shapps, secretário de Estado para segurança energética e rede zero.[6]
- Michelle Donelan, secretária de Estado para ciência, inovação e tecnologia.[6]
- Michael Gove, secretário de Estado para nivelamento, habitação e comunidades.[6]
- Steve Barclay, secretário de Estado de saúde e assistência social.[6]
- Kemi Badenoch, secretário de Estado para negócios e comércio.[6]
- Thérèse Coffey, secretária de Estado do meio ambiente, alimentação e assuntos rurais.[6]
- Mel Stride, secretário de Estado do trabalho e pensões.[6]
- Gillian Keegan, secretária de Estado da educação.[6]
- Mark Harper, secretário de Estado dos transportes.[6]
- Lucy Frazer, secretária de Estado de mídia cultural e esporte.[6]
- Chris Heaton-Harris, srcretário de Estado da Irlanda do Norte.[6]
- Alister Jack, secretário de Estado da Escócia.[6]
- David TC Davies, secretário de Estado do País de Gales.

### Outros pares do Reino
- O Marquês e a Marquesa de Cholmondeley, Lord-in-Waiting e antigo Lord Great Chamberlain de Inglaterra e sua esposa

Lorde Oliver Cholmondeley (pajem de honra do Rei)

## Outros Estados da Commonwealth
Comunidade da Austrália
Antígua e Barbuda
Comunidade das Bahamas
Belize
Canadá
Granada (país)
Jamaica
Estado Independente da Papua Nova Guiné
Federação de São Cristóvão e Neves
Santa Lúcia
São Vicente e Granadinas
Nova Zelândia
Ilhas Salomão
Tuvalu

## Realeza estrangeira

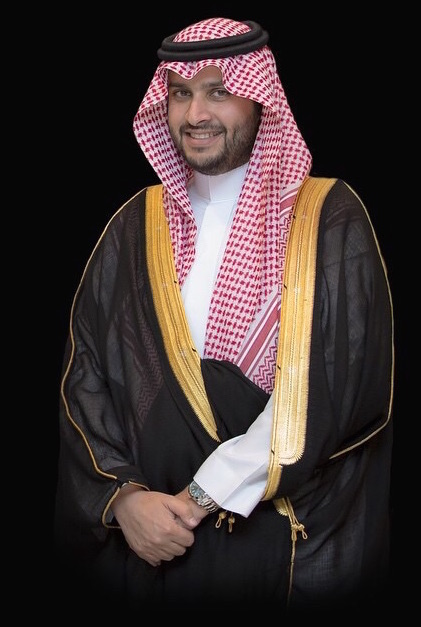
Arábia Saudita S. A. o Príncipe Turki
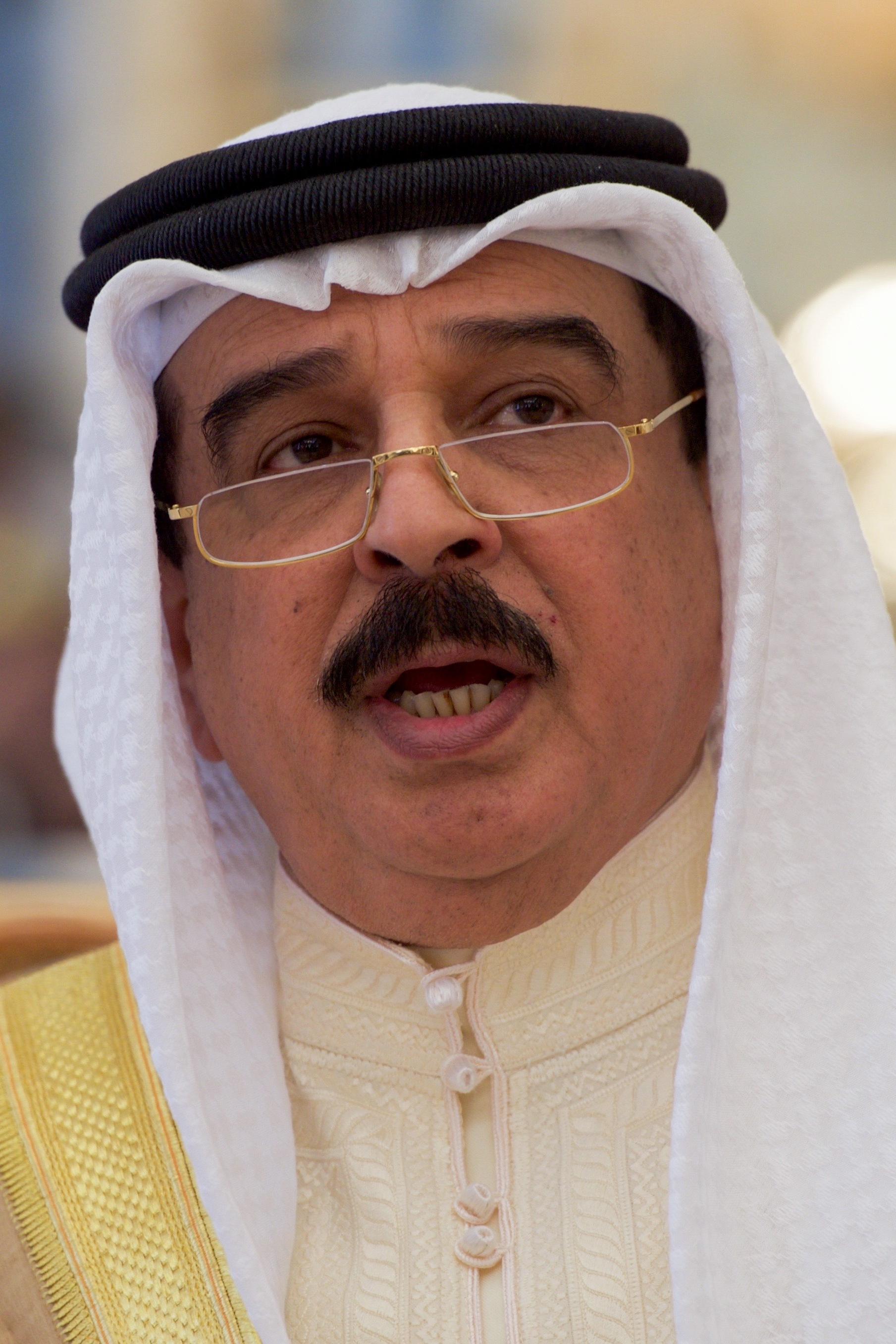
Bahrein S. M. o Rei do Bahrein
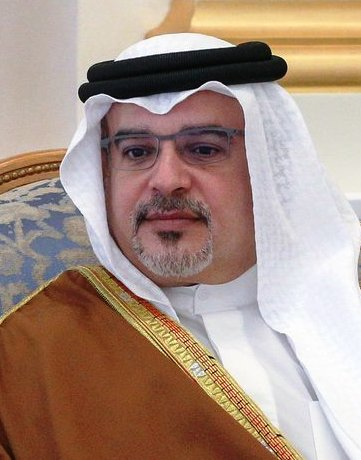
Bahrein S. A. R. o Príncipe Herdeiro
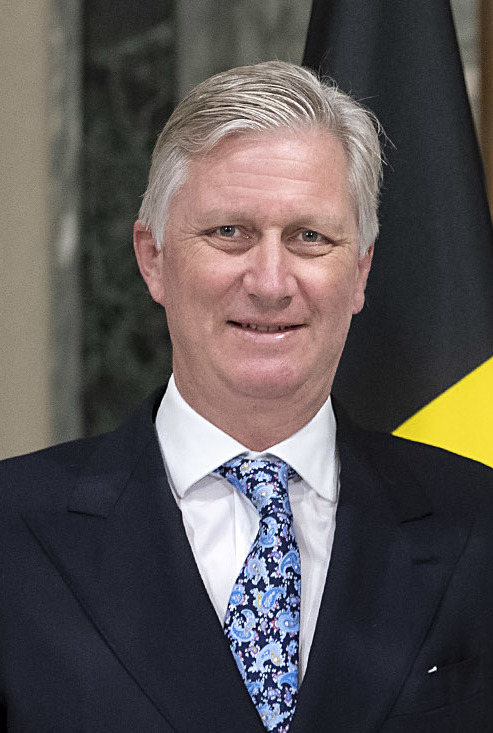
Bélgica S. M. o Rei dos Belgas
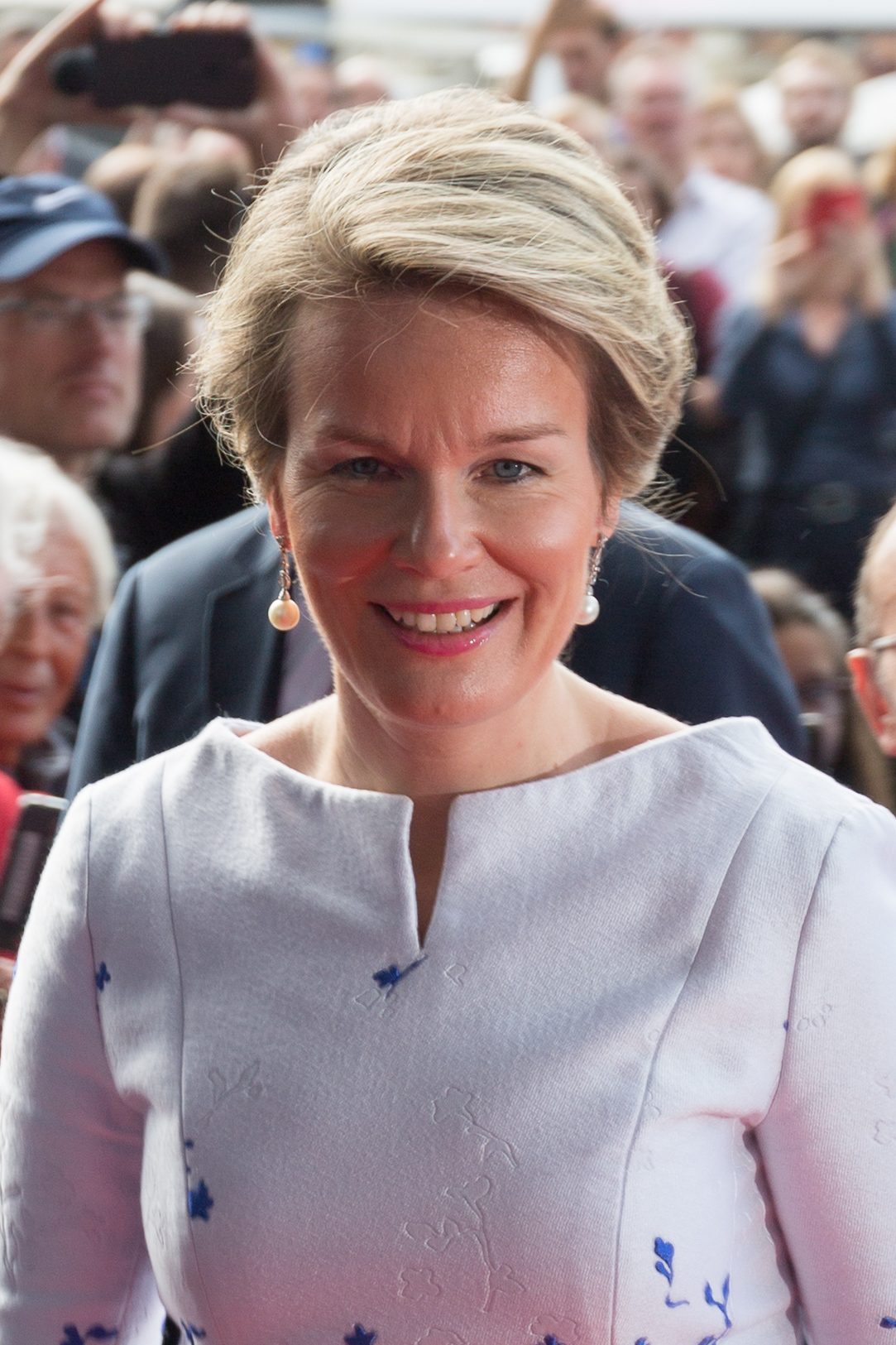
Bélgica S. M. a Rainha dos Belgas
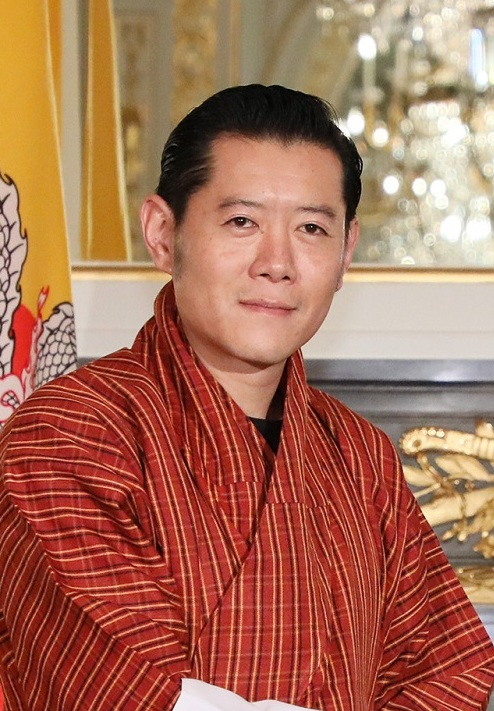
Butão S. M. o Rei
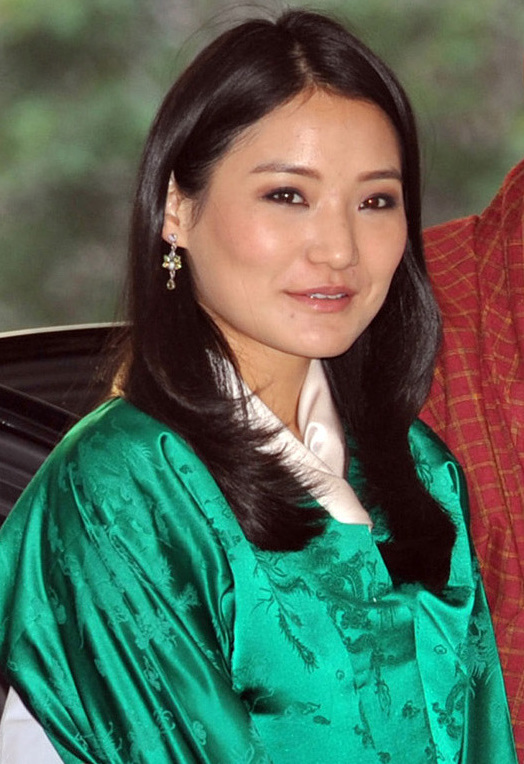
Butão S. M. a Rainha
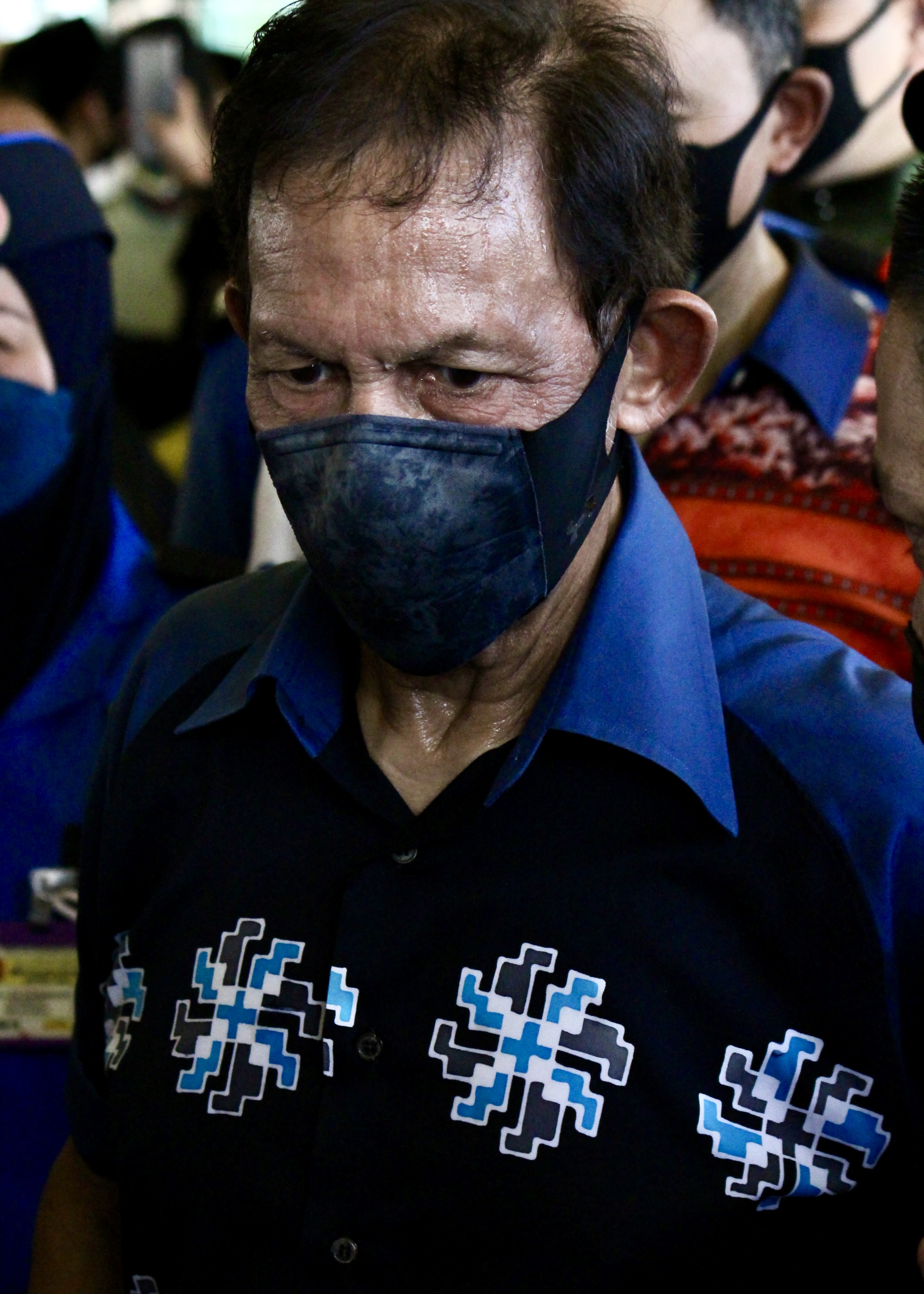
Brunei S. M. o Sultão
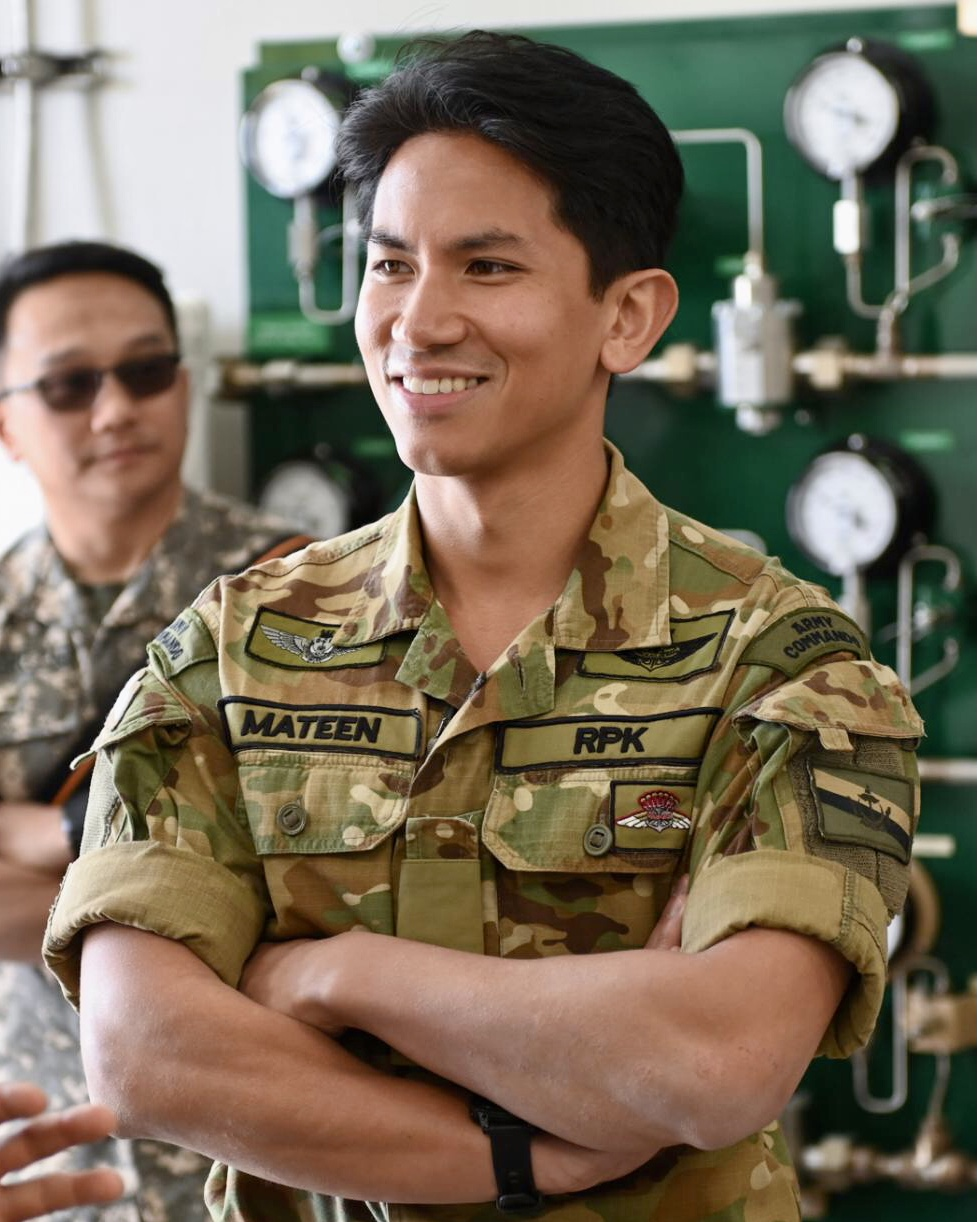
Brunei S. A. R. o Príncipe Abdul Mateen
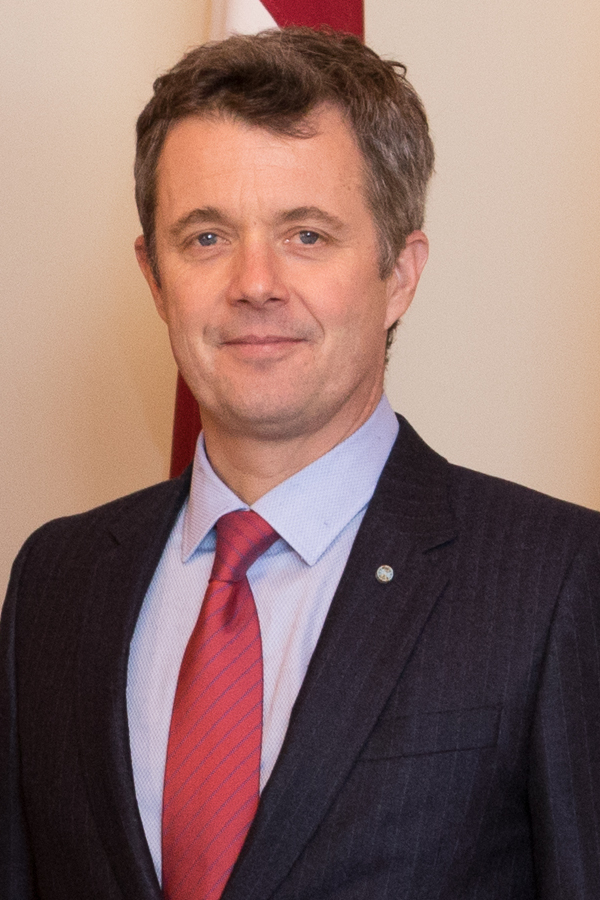
Dinamarca S. A. R. o Príncipe Herdeiro
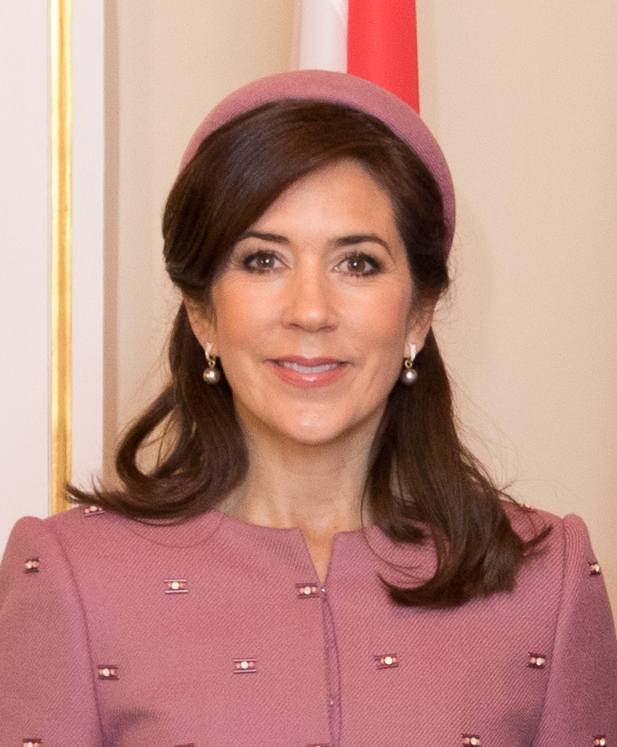
Dinamarca S. A. R. a Princesa Herdeira
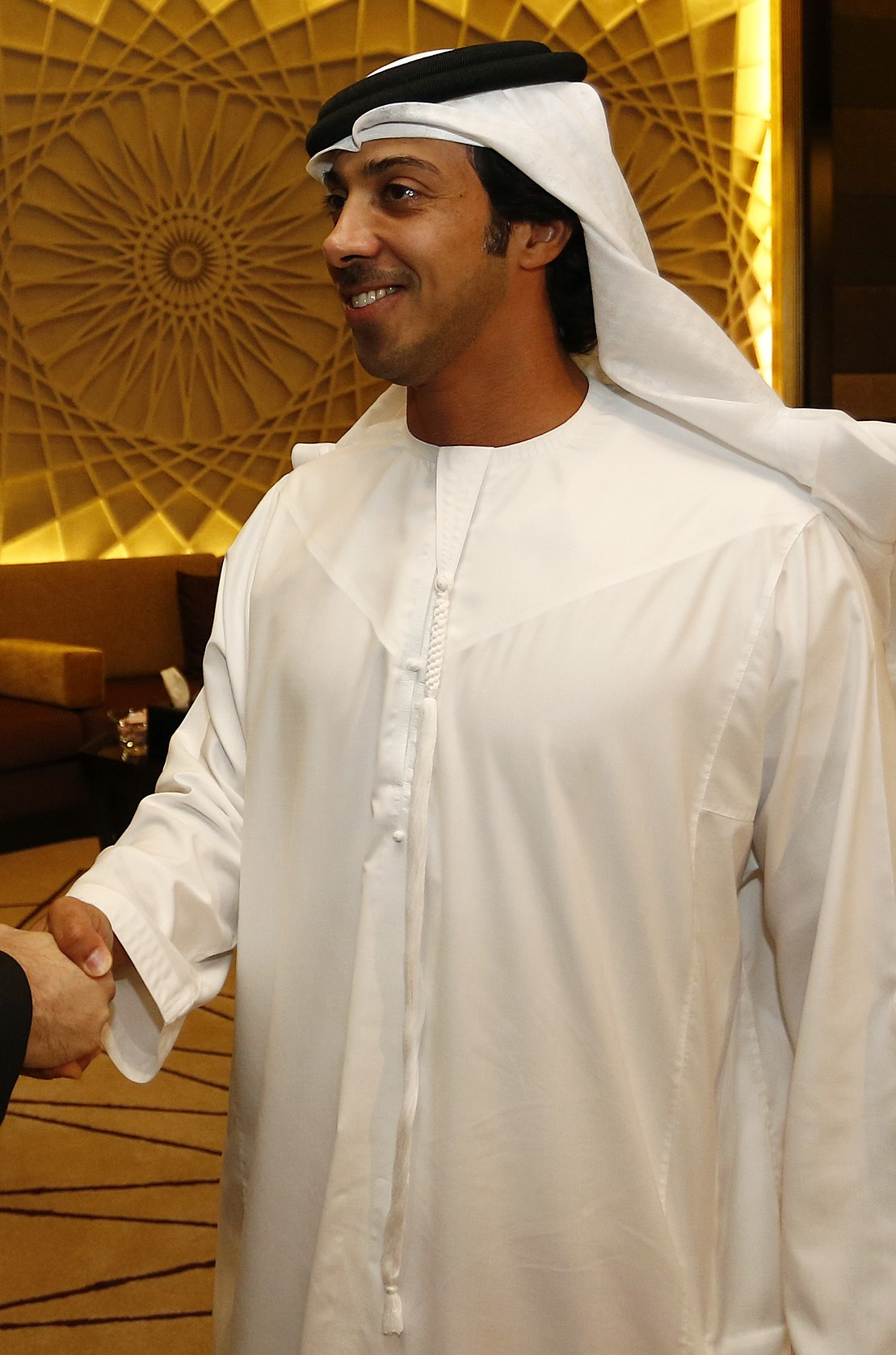
Emirados Árabes Unidos S. A. o Xeque Mansour
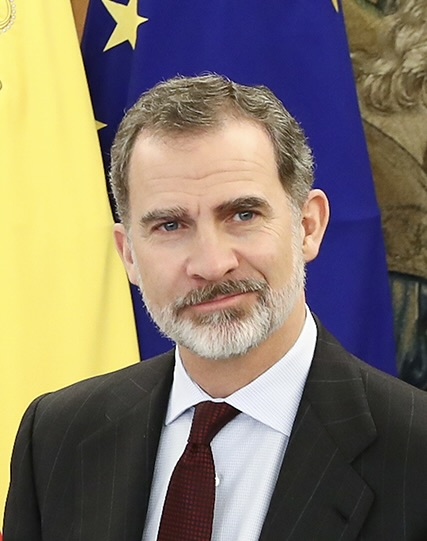
Espanha S. M. o Rei
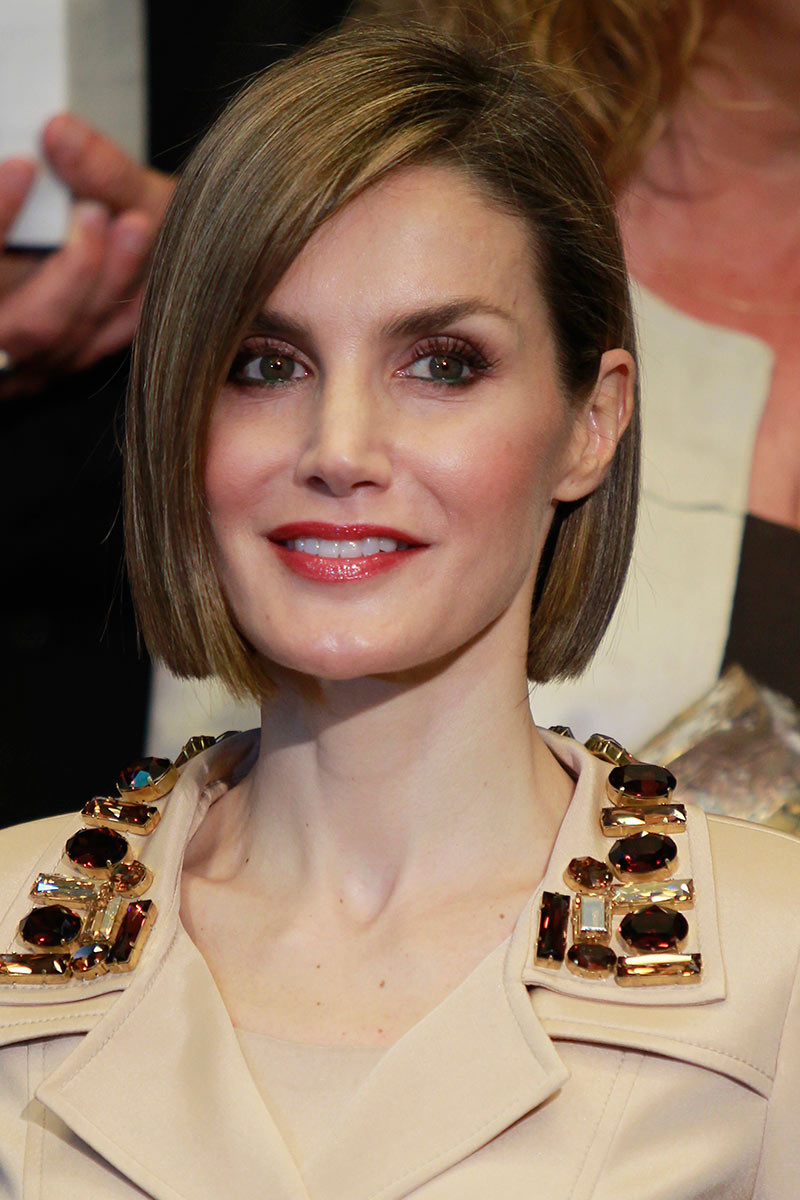
Espanha S. M. a Rainha
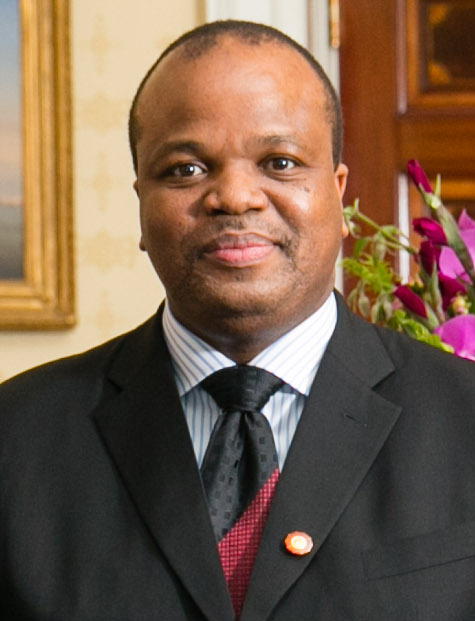
Essuatíni S. M. o Rei
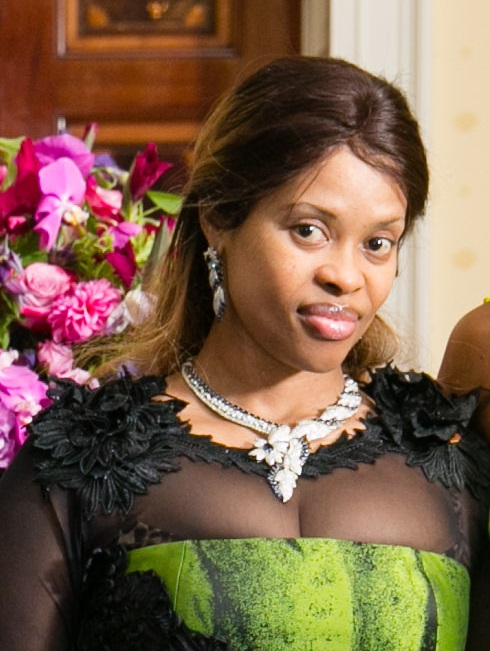
Essuatíni S. M. a Rainha
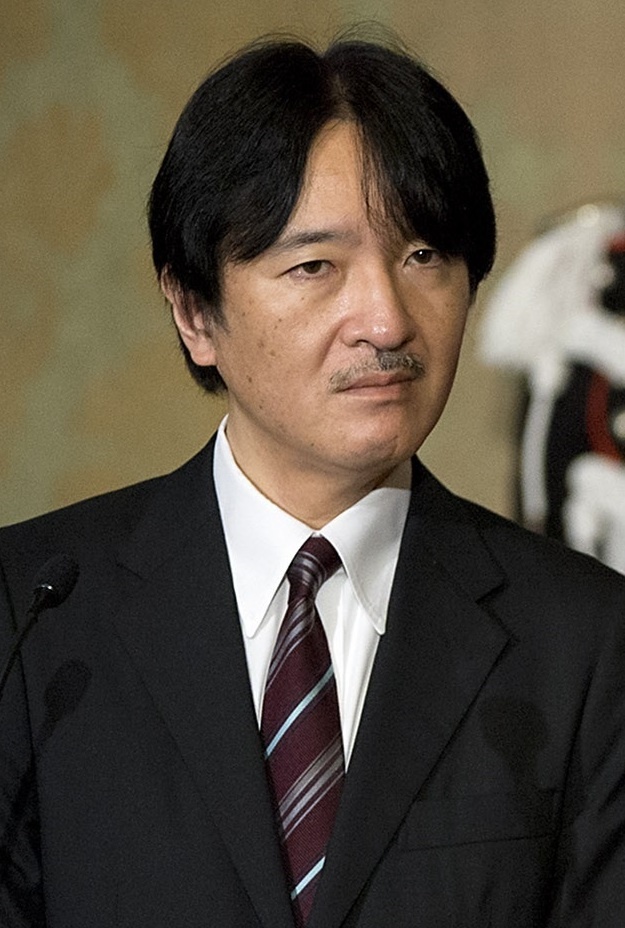
Japão S. A. I. Príncipe Herdeiro Akishino
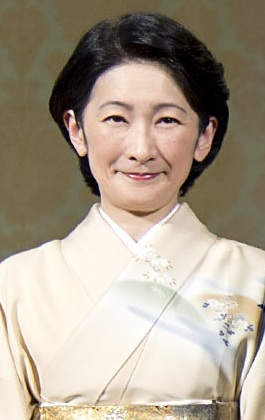
Japão S. A. I. a Princesa Herdeira
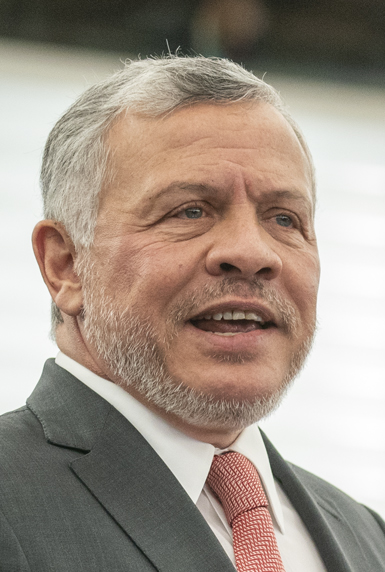
Jordânia S. M. o Rei
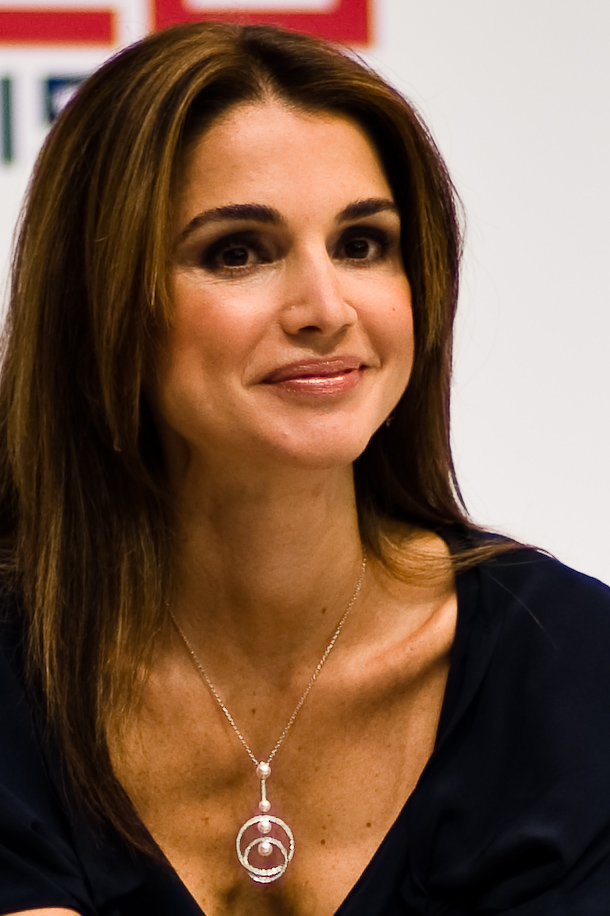
Jordânia S. M. a Rainha
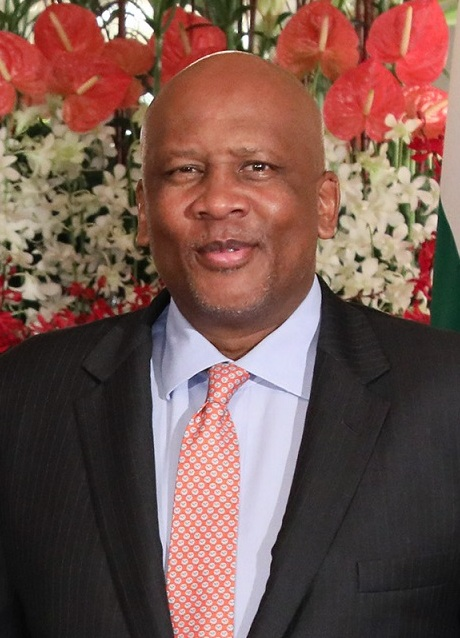
Lesoto S. M. o Rei
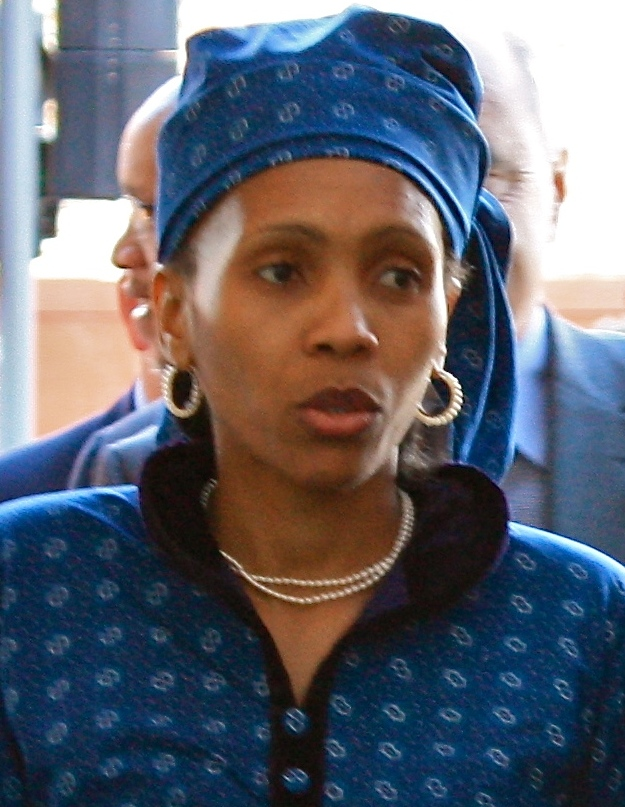
Lesoto S. M. a Rainha
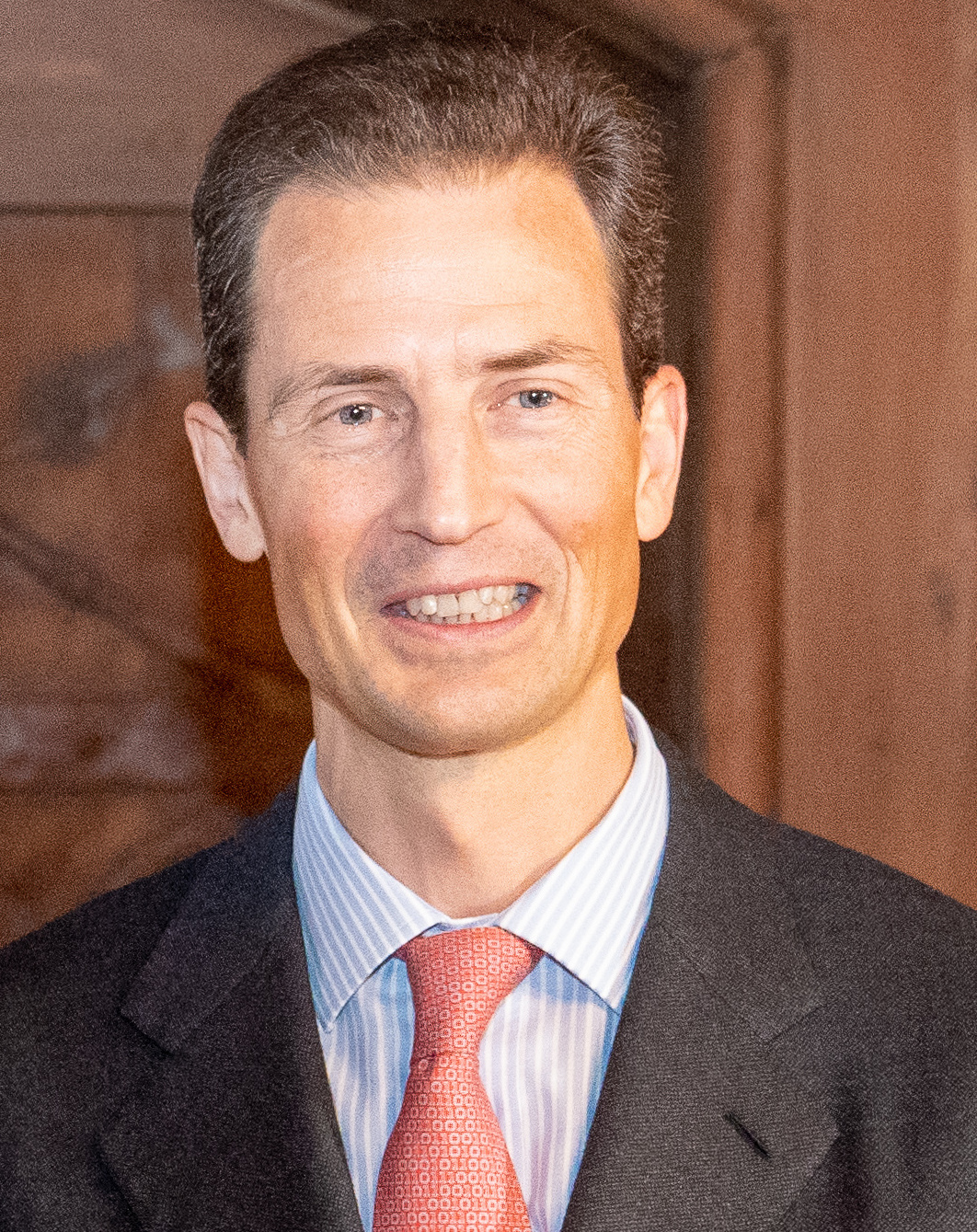
Liechtenstein S. A. o Príncipe Herdeiro
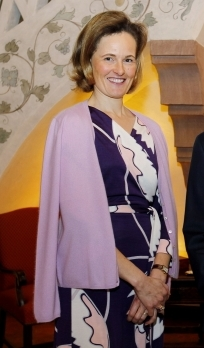
Liechtenstein S. A. a Princesa Herdeira
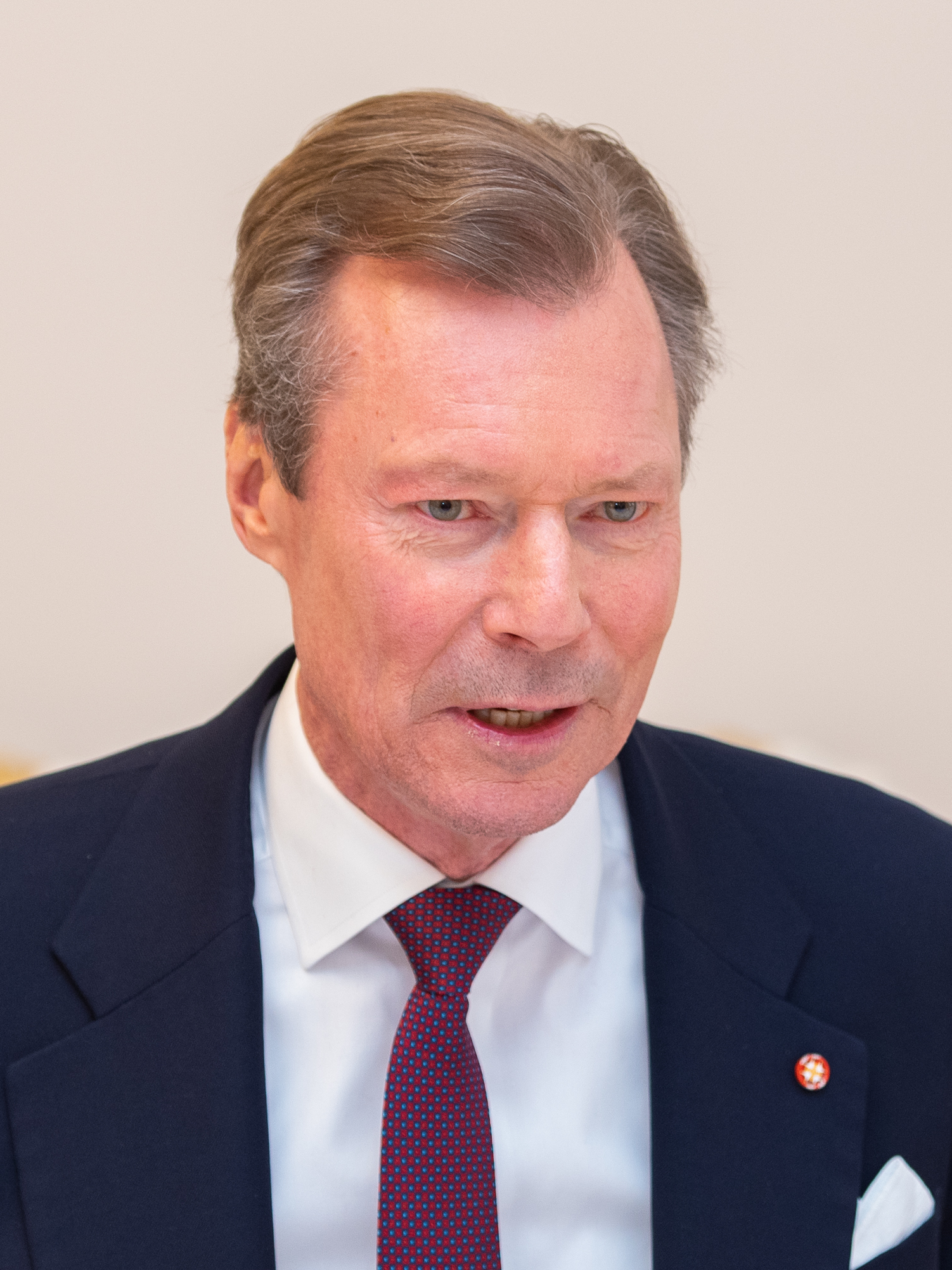
Luxemburgo S. A. R. o Grão-Duque
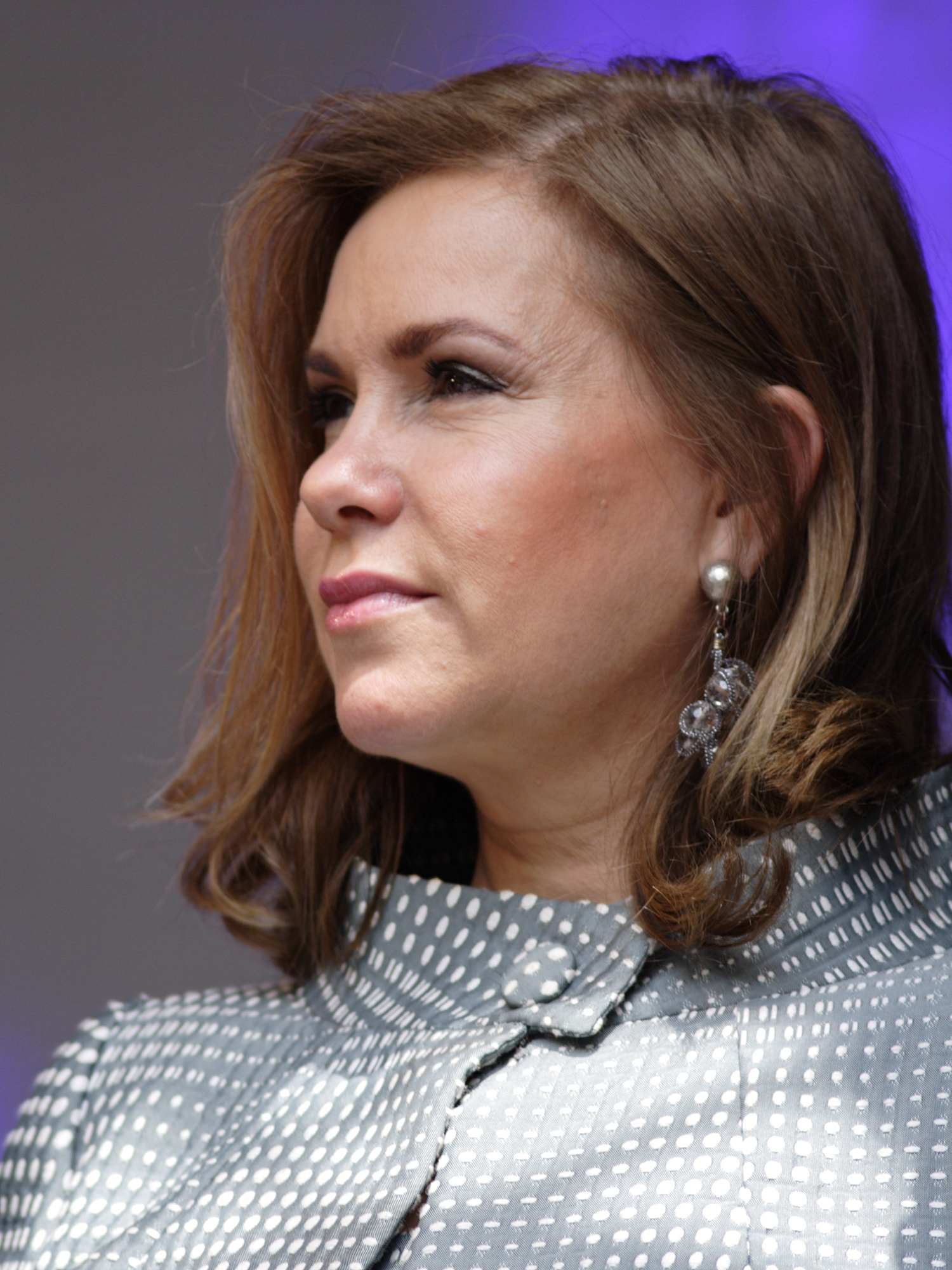
Luxemburgo S. A. R. a Grã-Duquesa Consorte
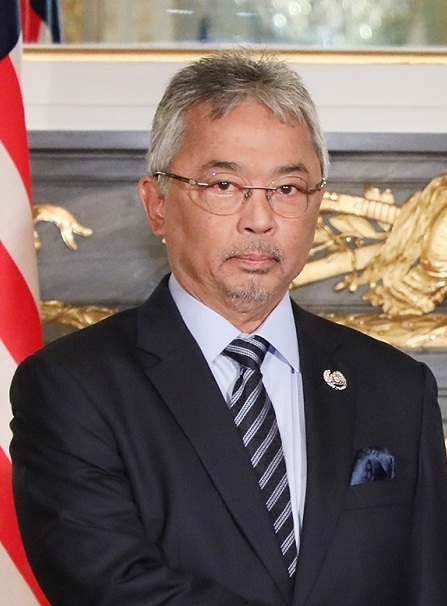
Malásia S. M. o Sultão de Pahang
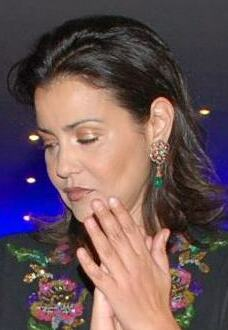
Marrocos S. A. R. a Princesa Lalla Meryem
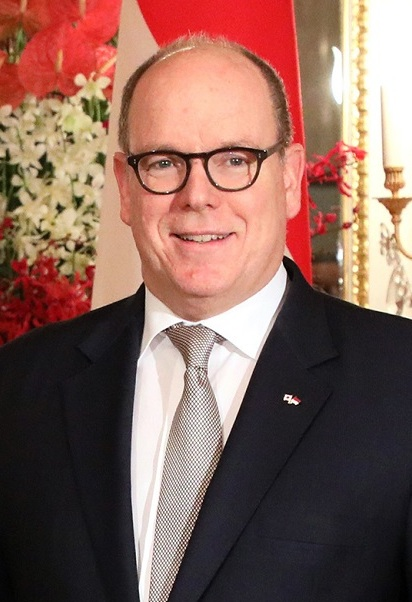
Mónaco S. A. S. o Príncipe Soberano
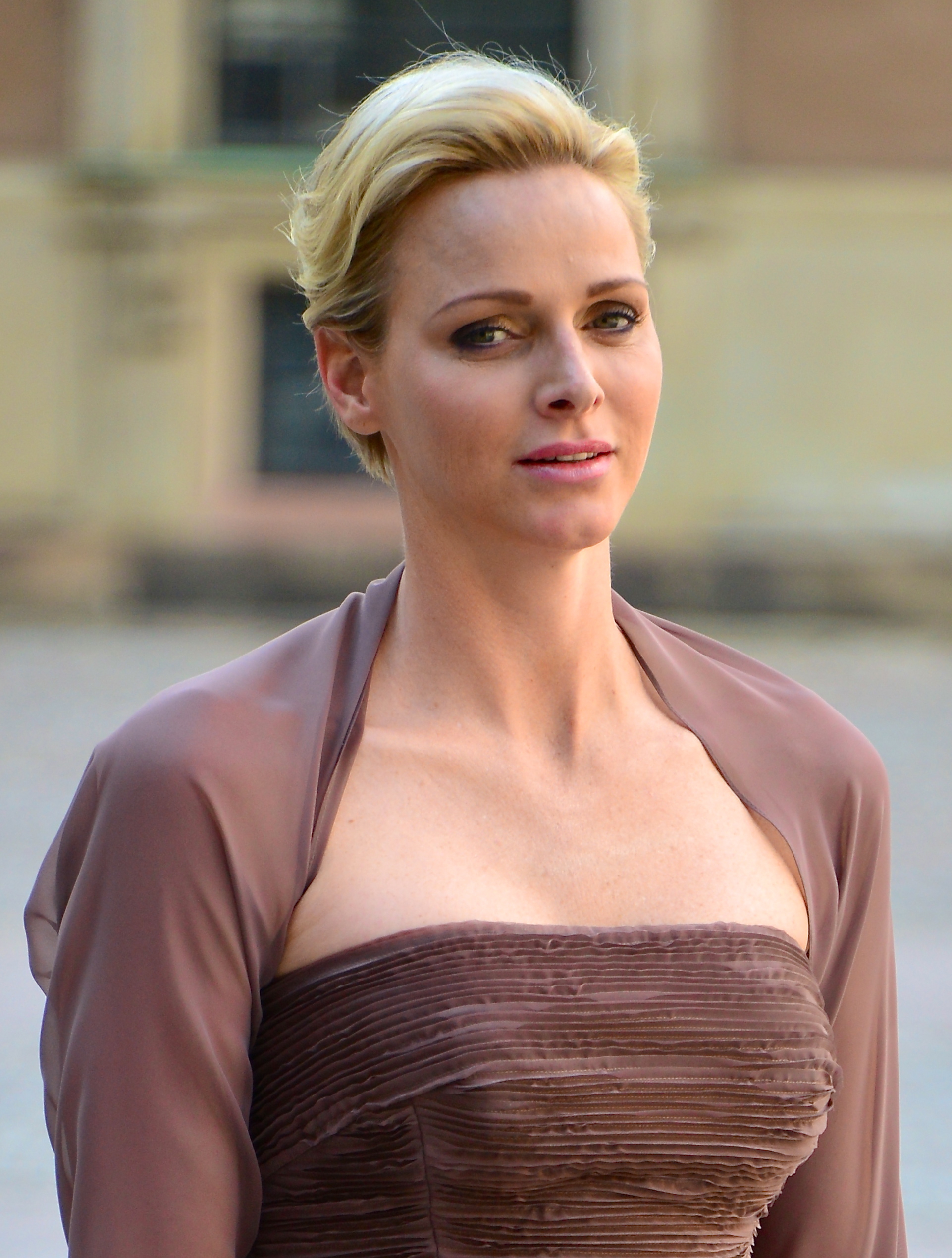
Mónaco S. A. S. a Princesa Consorte
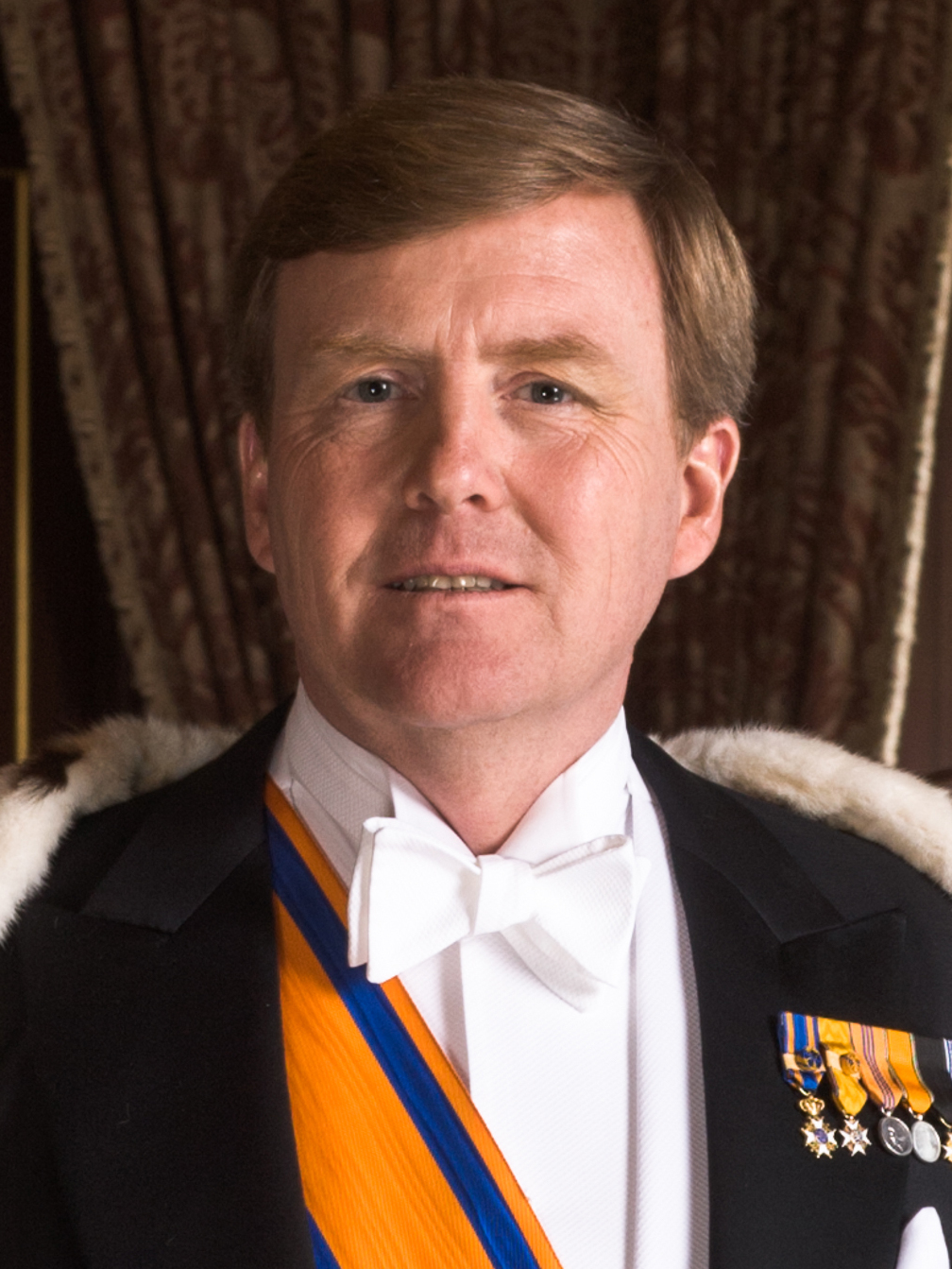
Países Baixos S. M. o Rei
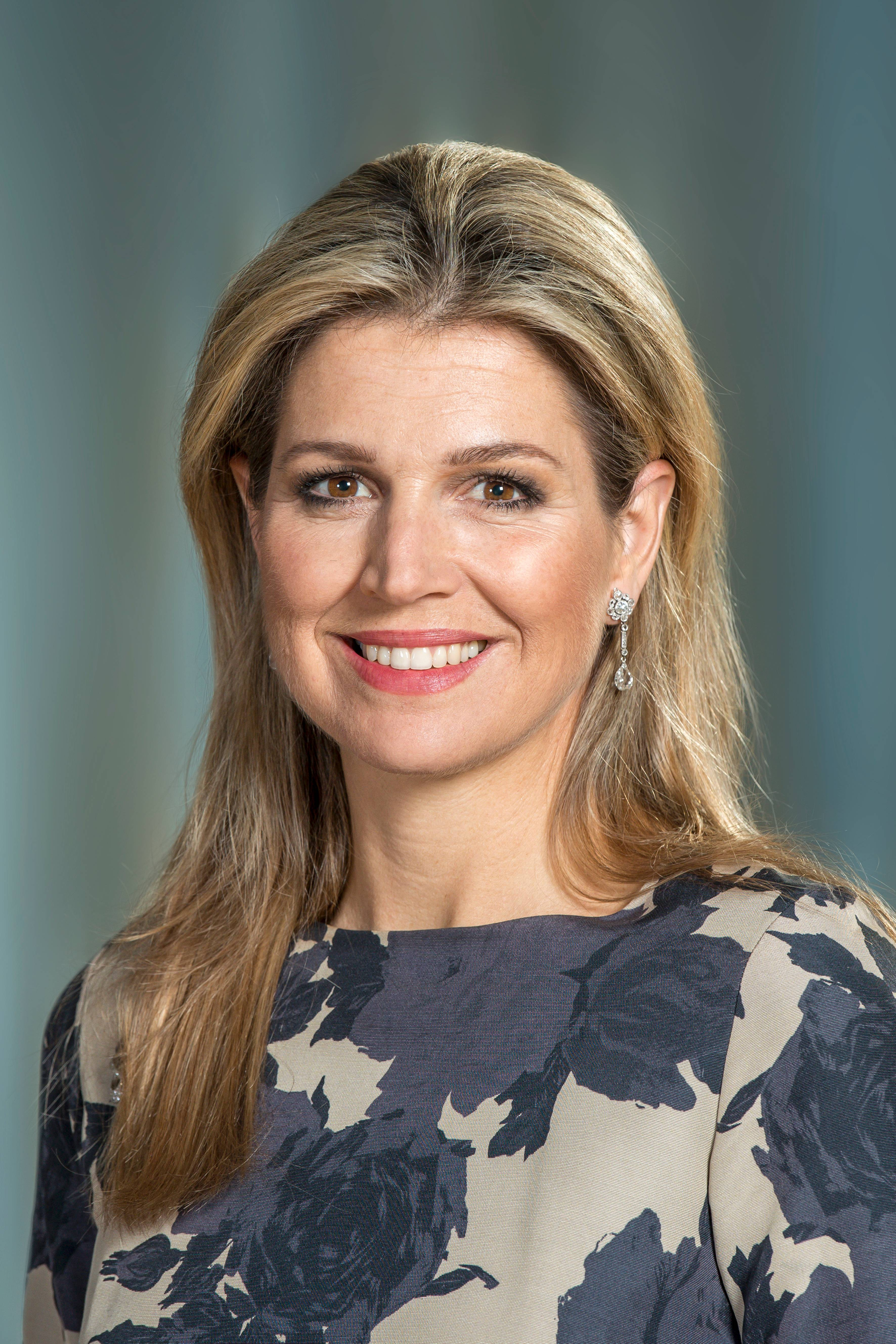
Países Baixos S. M. a Rainha
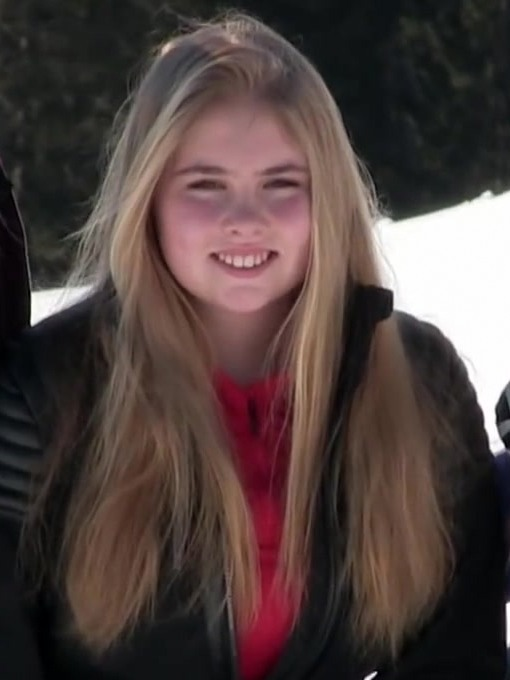
Países Baixos S. A. R. a Princesa de Orange-Nassau
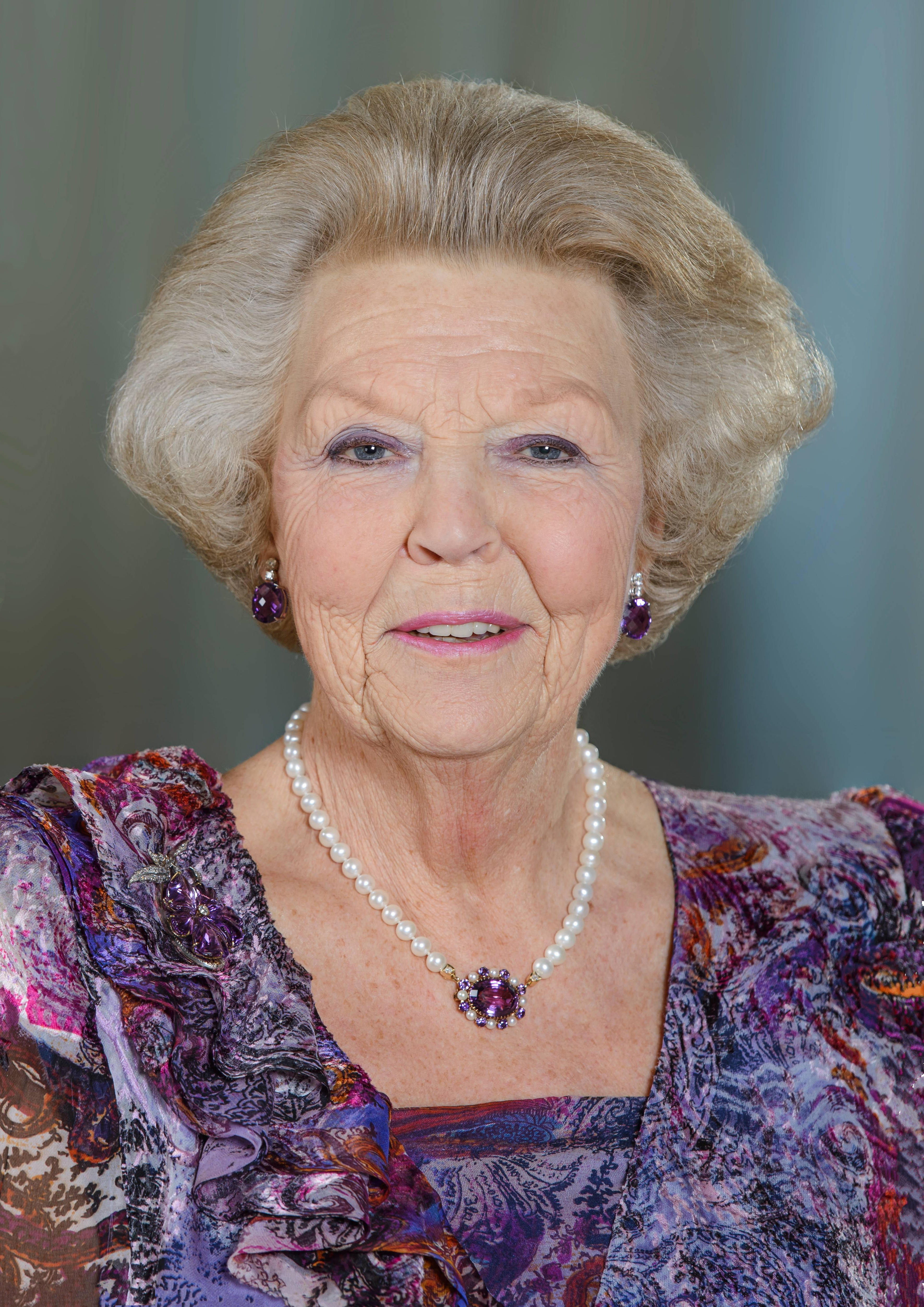
Países Baixos S. A. R. a Princesa Beatriz
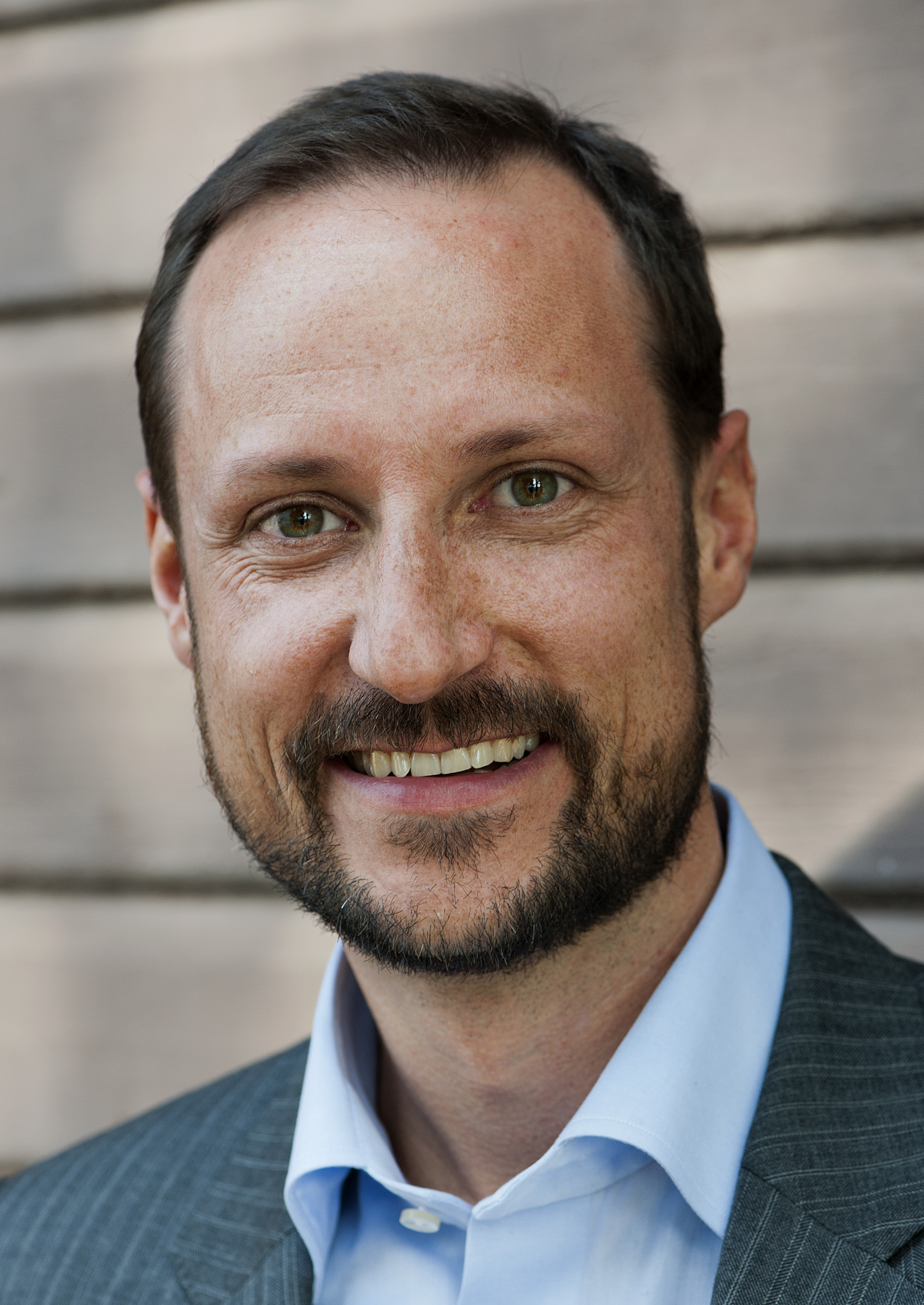
Noruega S. A. R. o Príncipe Herdeiro
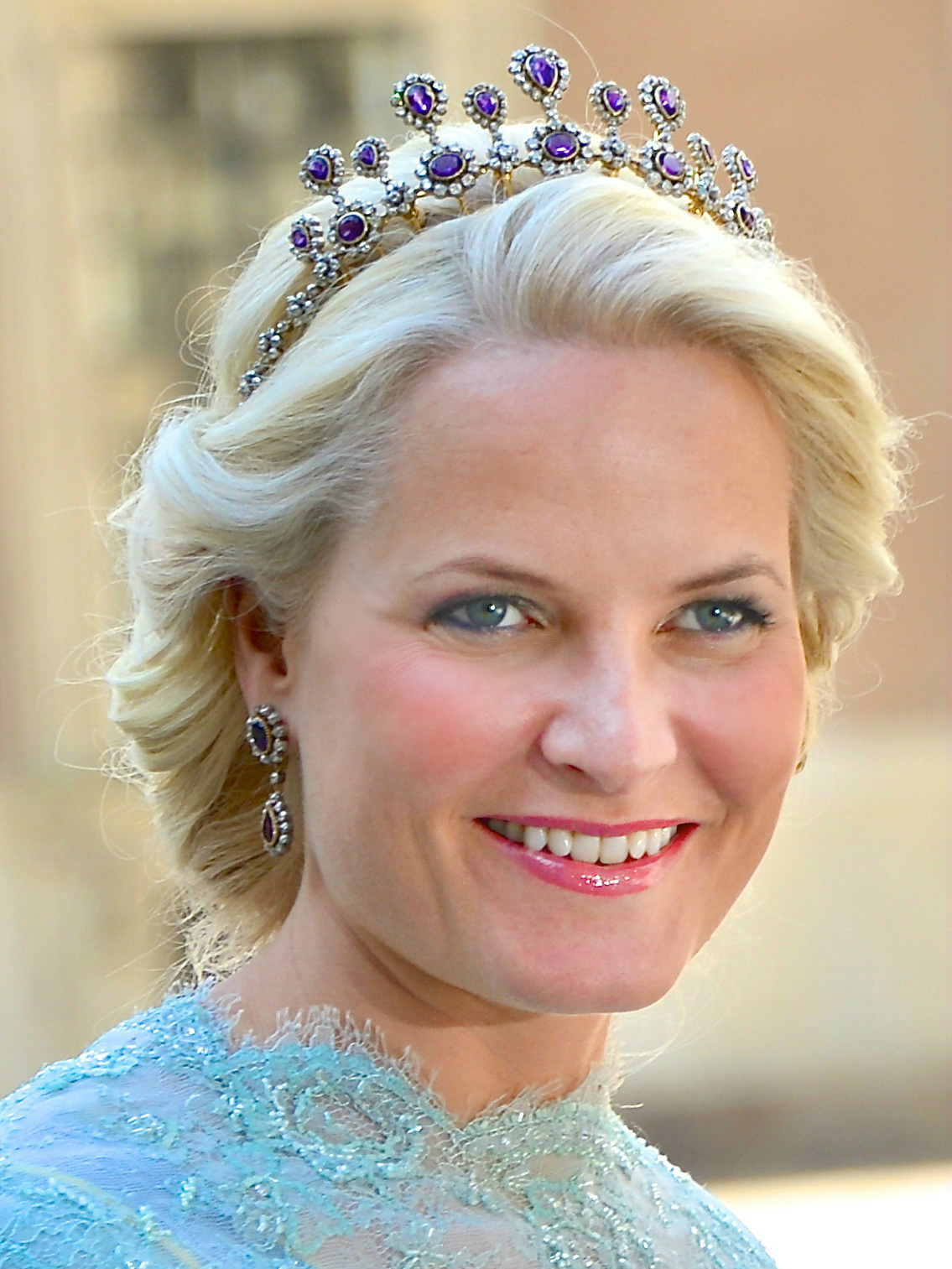
Noruega S. A. R. a Princesa Herdeira
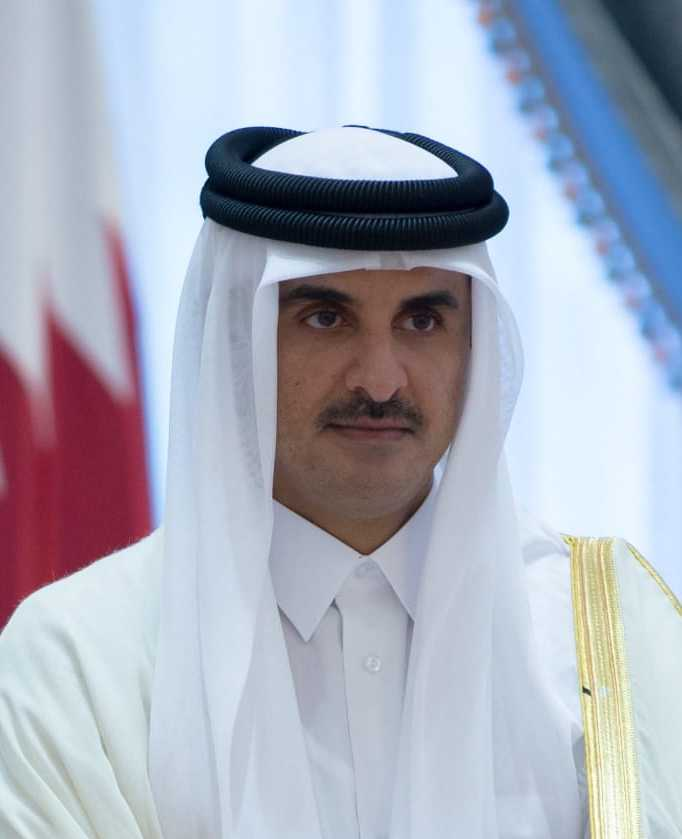
Catar S. M . o Emir
Suécia S. M. o Rei
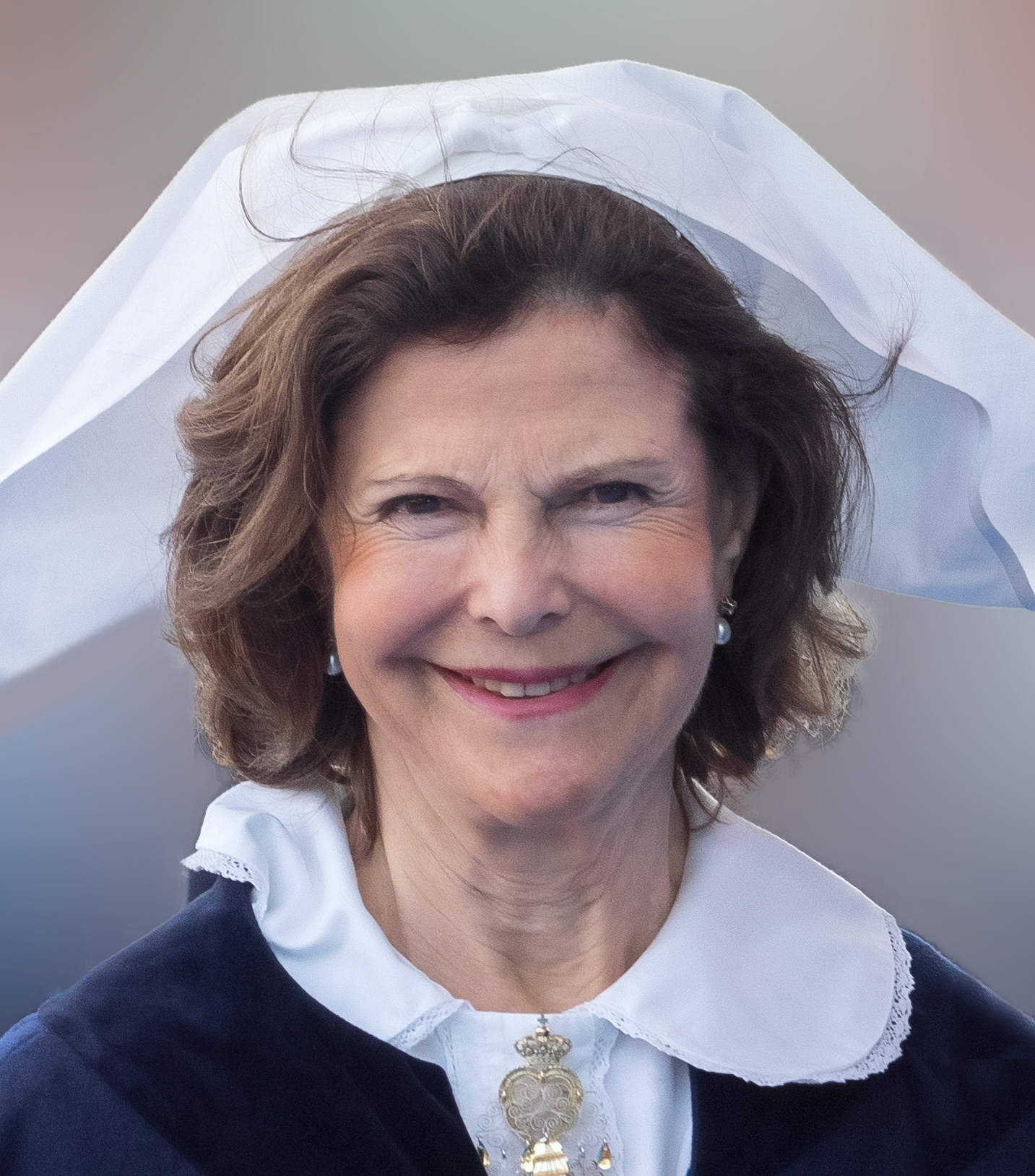
Suécia S. M. a Rainha
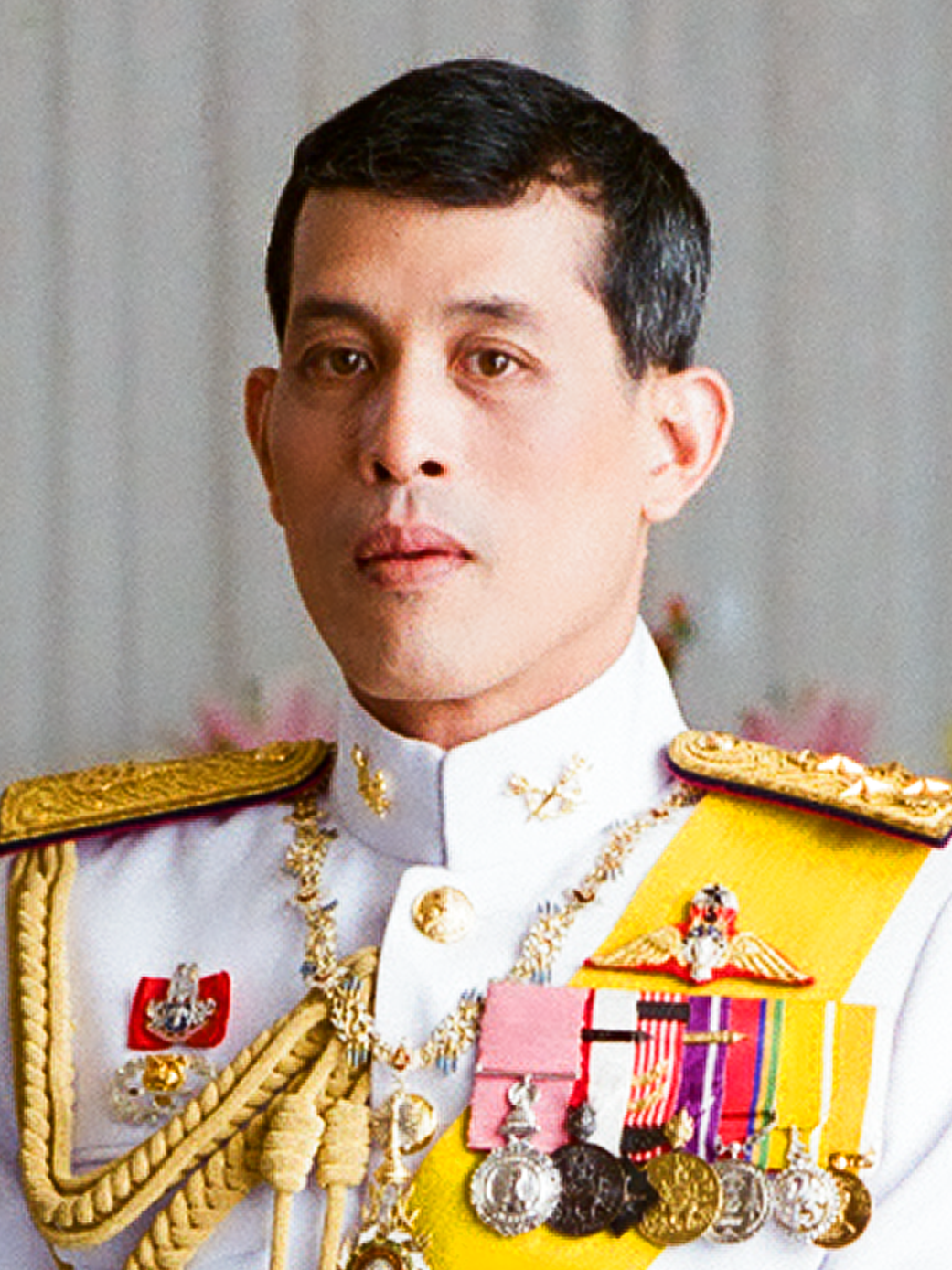
Tailândia S. M. o Rei
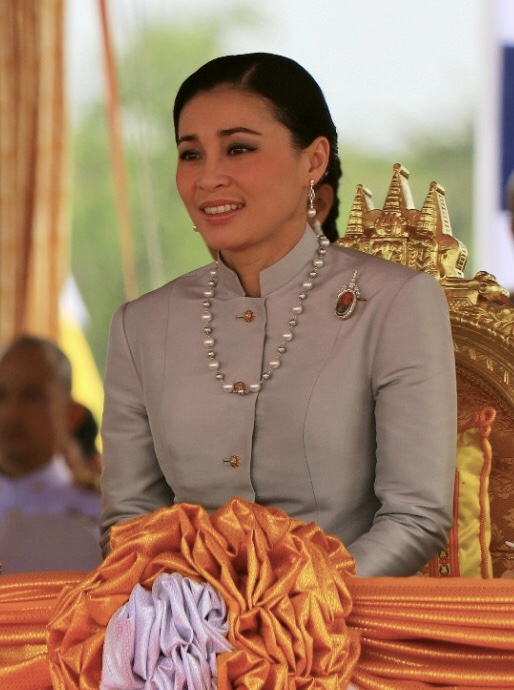
Tailândia S. M. a Rainha
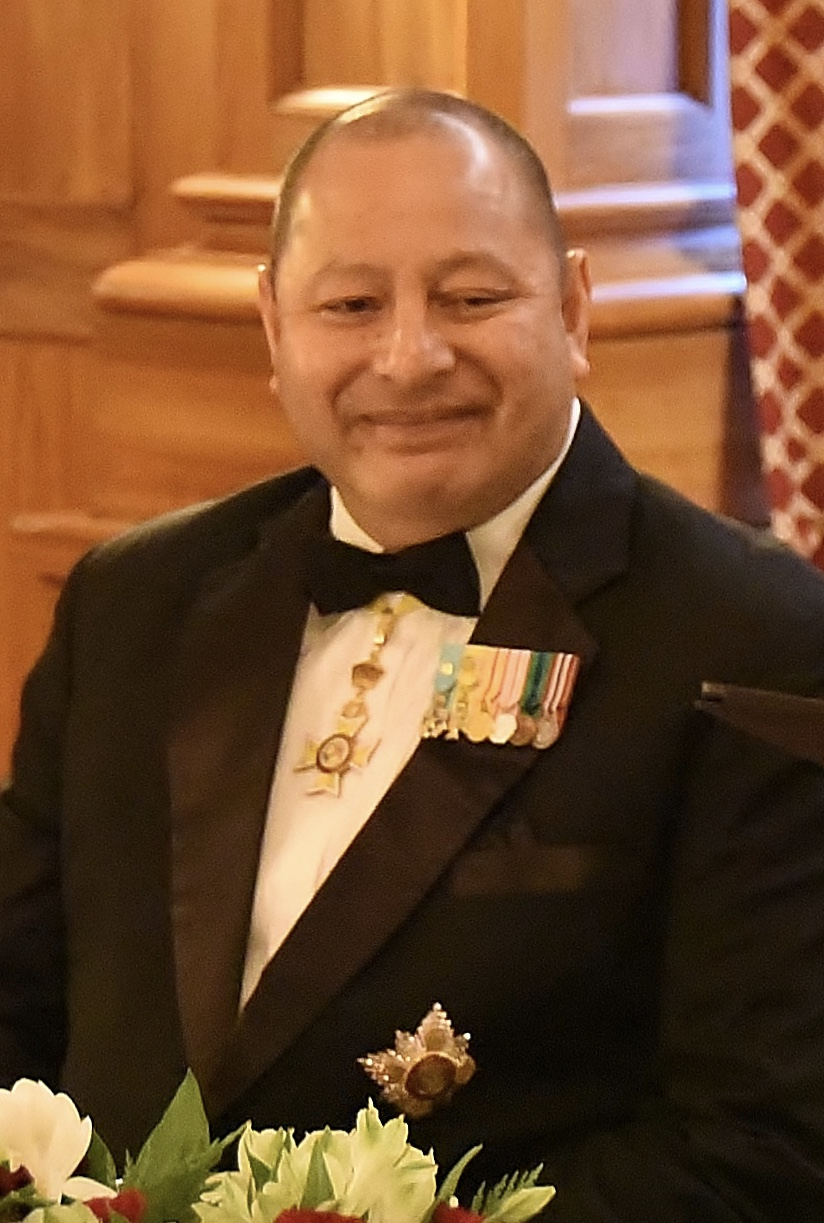
Tonga S. M. o Rei
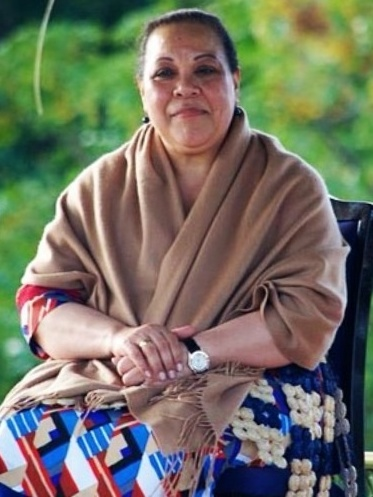
Tonga S. M. a Rainha

## Dignitários estrangeiros

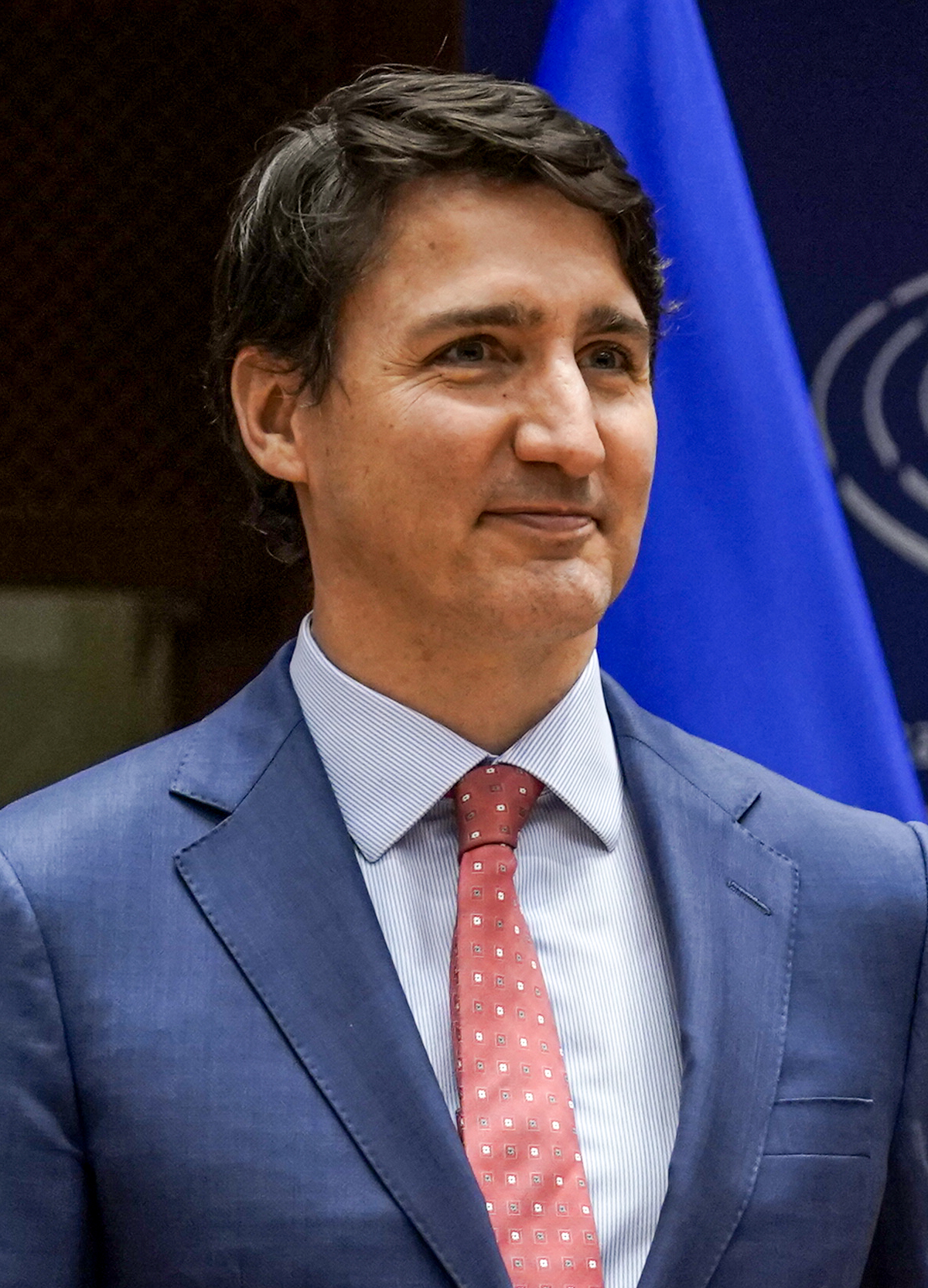
CAN Primeiro-ministro Justin Trudeau
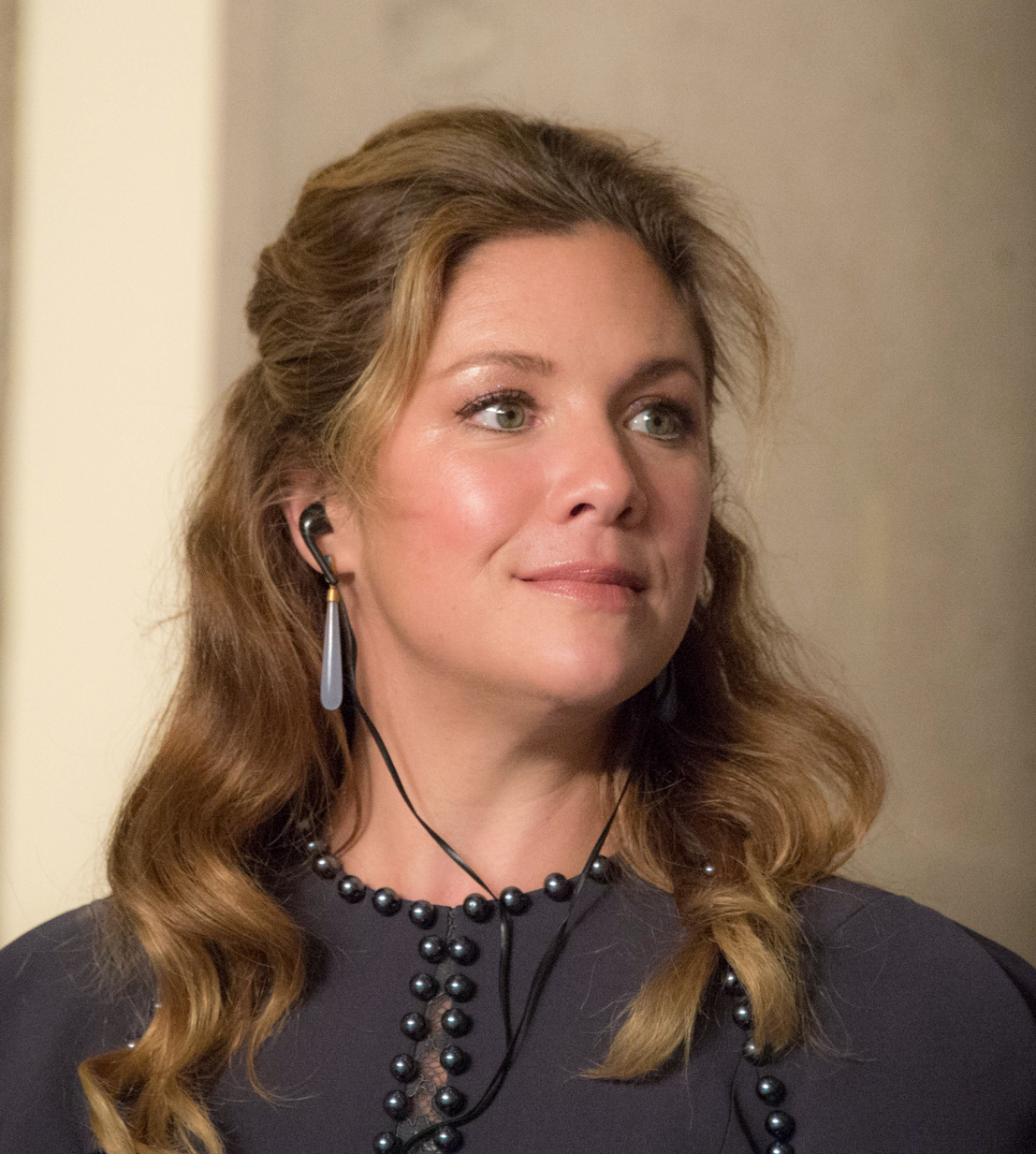
CAN Primeira-dama Sophie Grégoire Trudeau
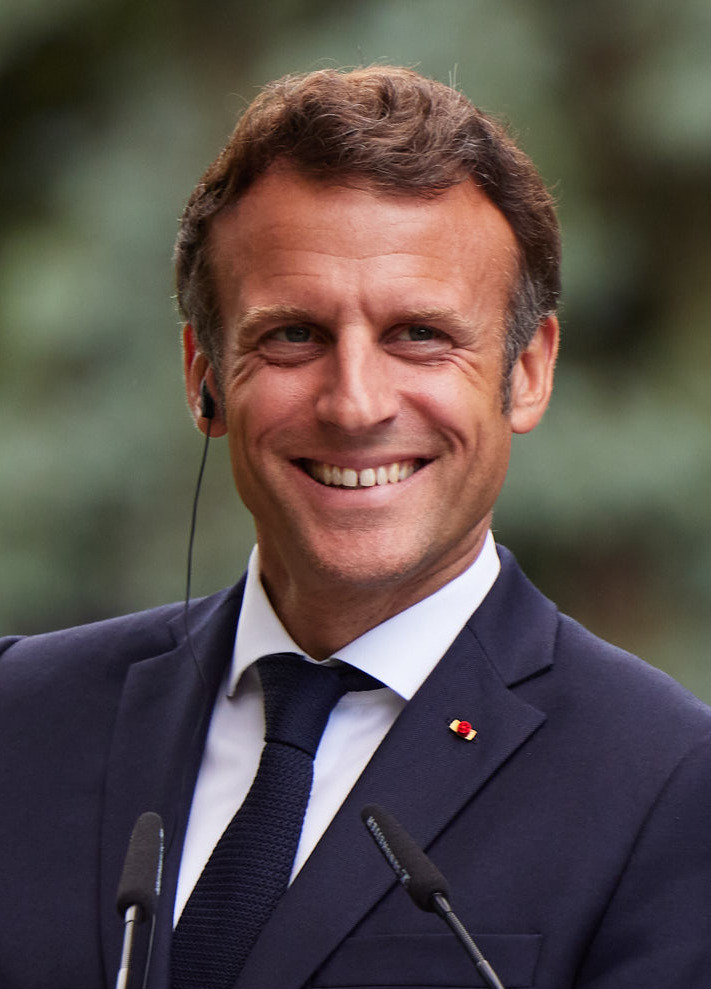
FRA Presidente Emmanuel Macron
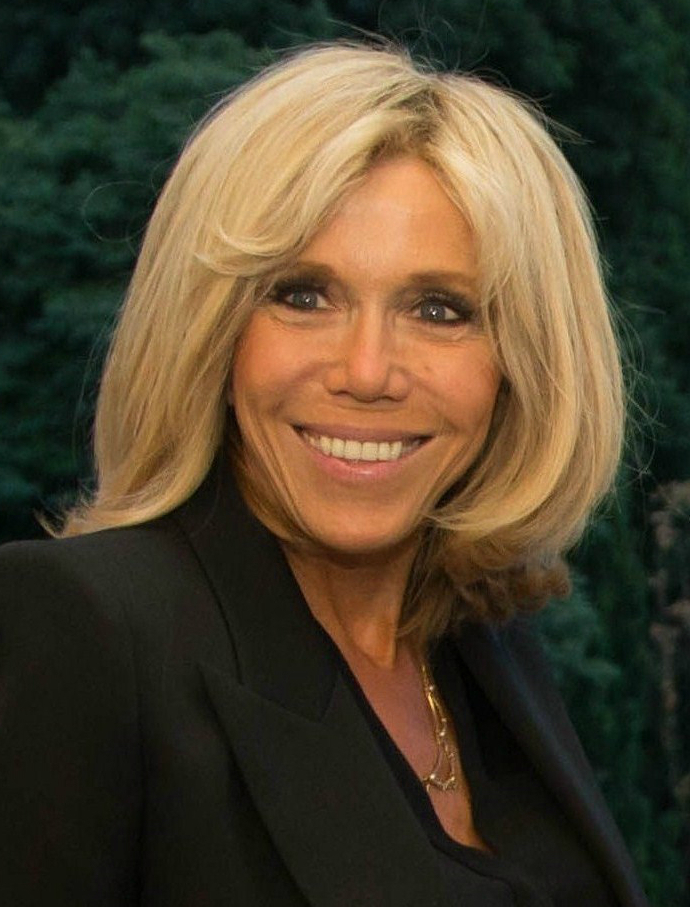
FRA Primeira-dama Brigitte Macron
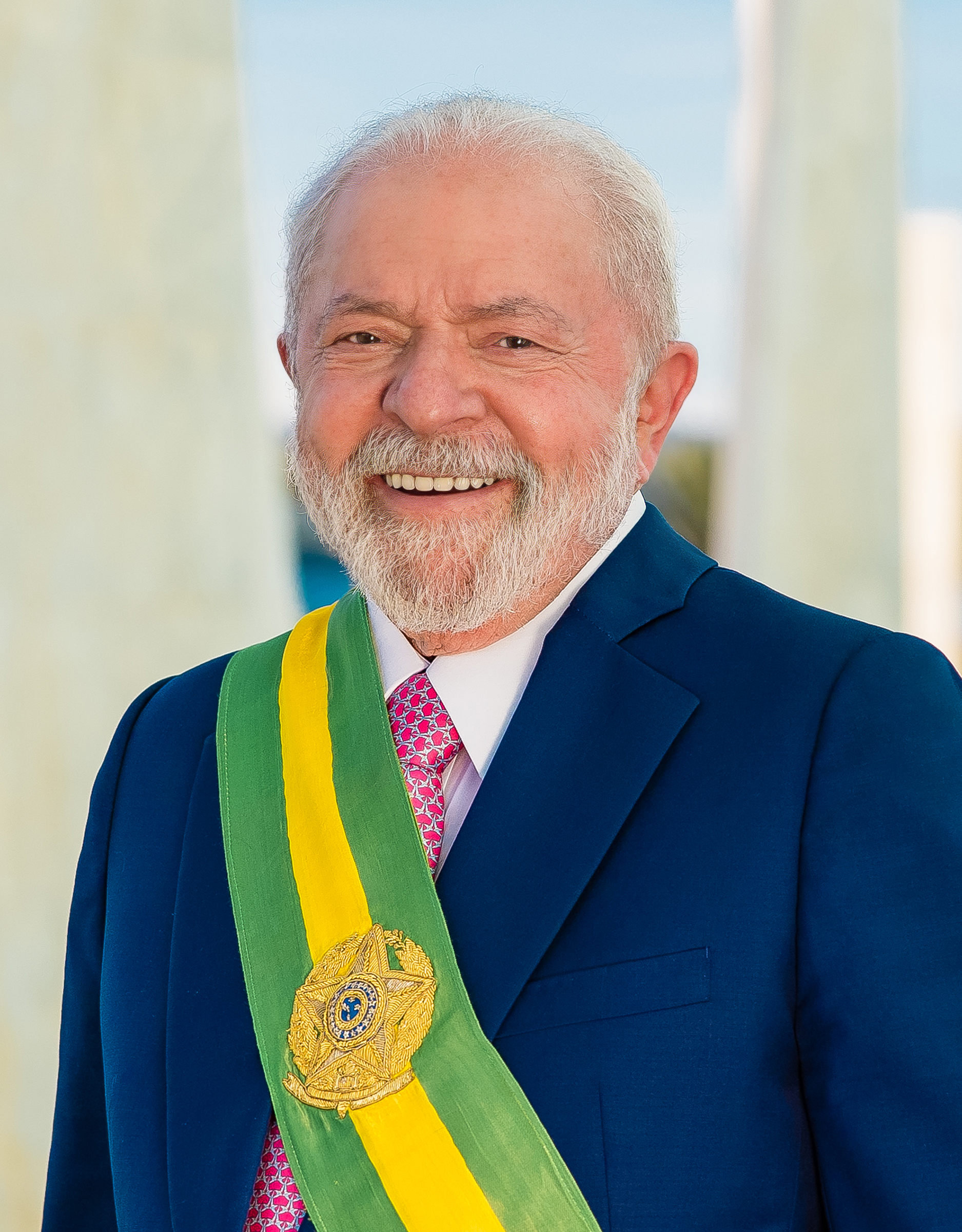
BRA Presidente Lula da Silva
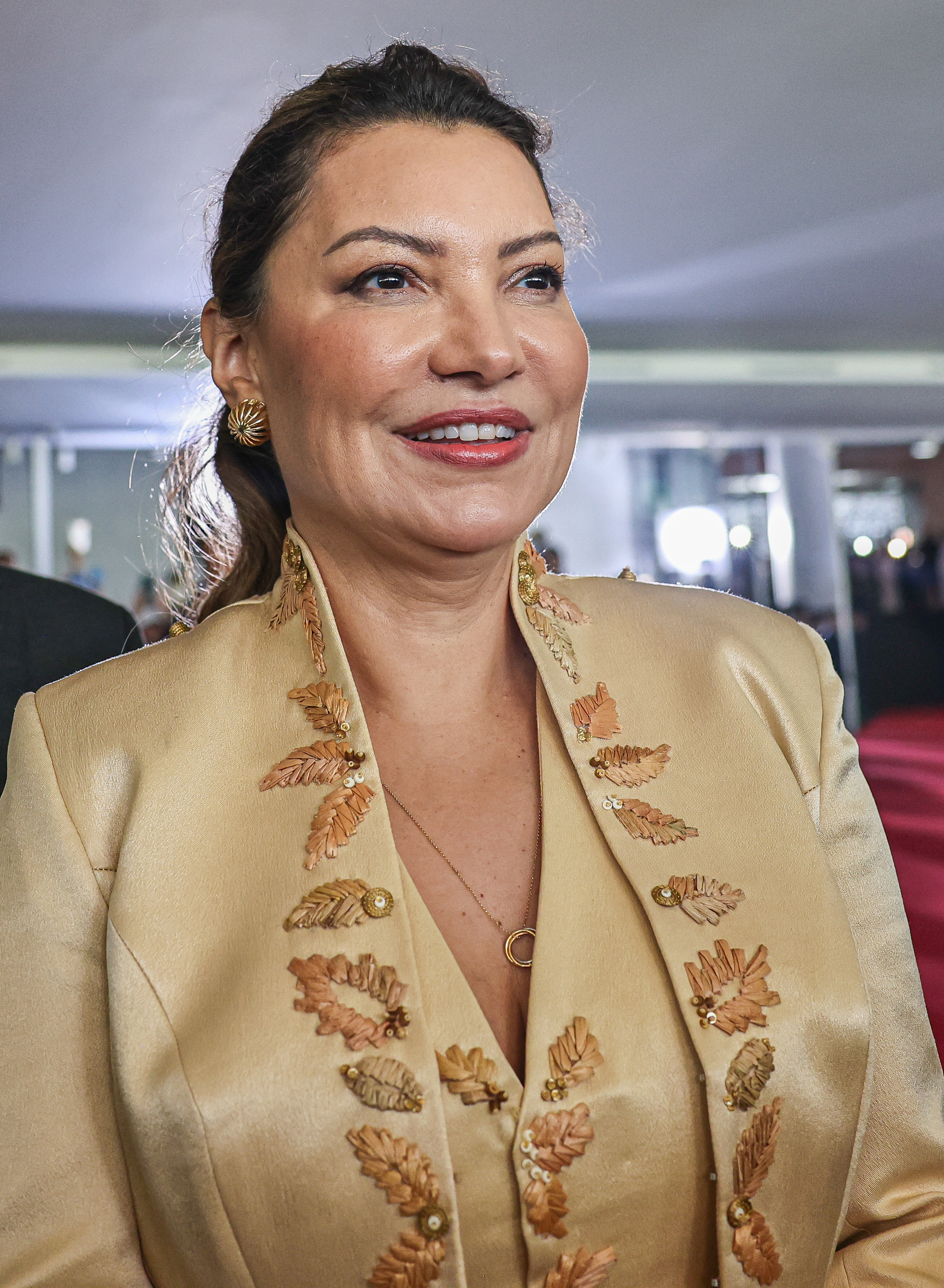
BRA Primeira-dama Rosângela da Silva
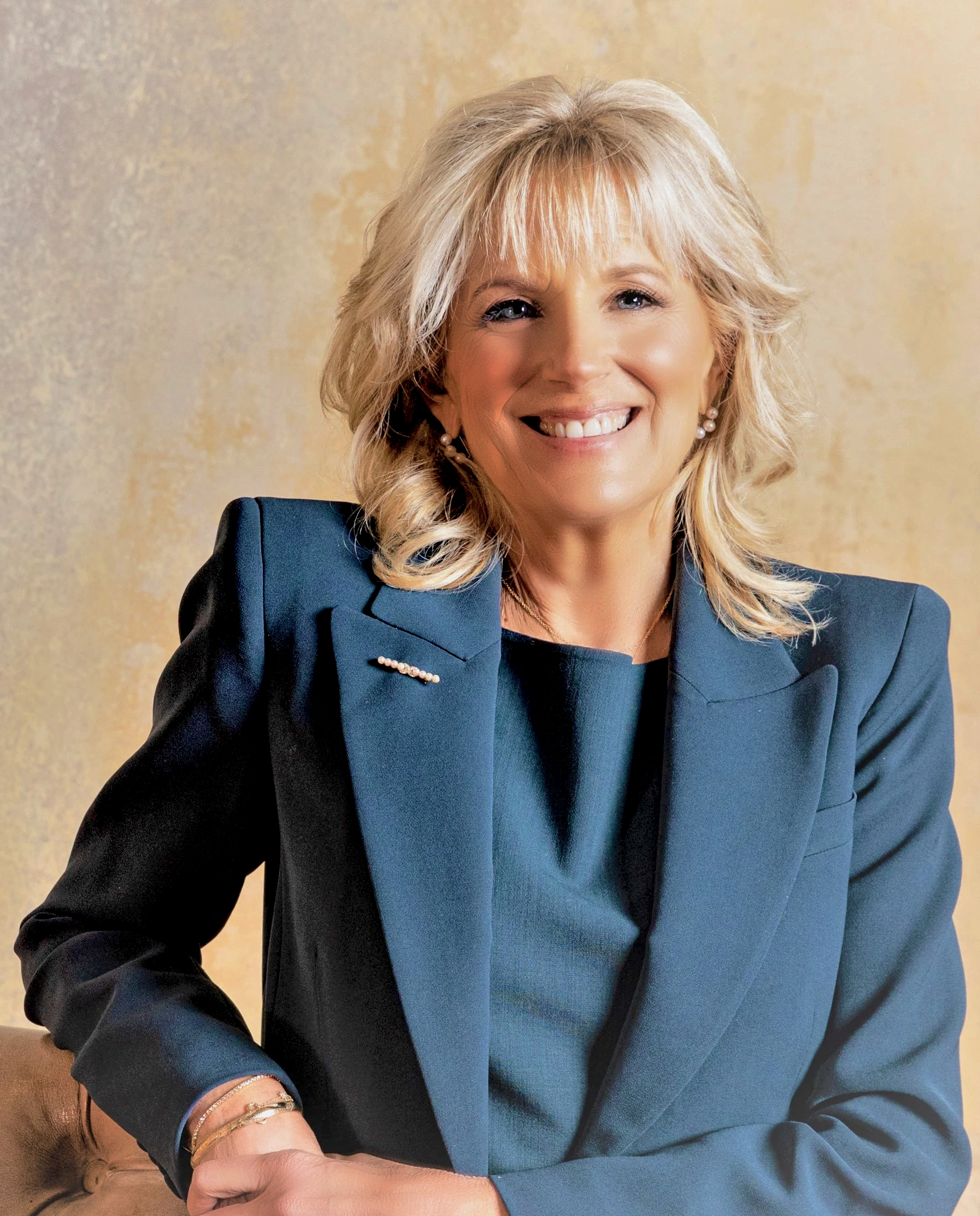
EUA Primeira-dama Jill Biden

- Canadá
Primeiro-ministro
Justin Trudeau
- Canadá
Primeira-dama
Sophie Grégoire Trudeau
- França
Presidente
Emmanuel Macron
- França
Primeira-dama
Brigitte Macron
- Brasil
Presidente
Lula da Silva
- Brasil
Primeira-dama
Rosângela da Silva
- Estados Unidos
Primeira-dama
Jill Biden

Isaac Herzog e Primeira-dama  
Humza Yousaf
Frank-Walter Steinmeier
Andrzej Duda
Anthony Albanese
Shehbaz Sharif
Bongbong Marcos
Ursula von der Leyen
Olena Zelenska
Chris Hipkins
Charles Michel
Sergio Mattarella
Pietro Parolin
Petr Pavel
João Lourenço e Ana Dias Lourenço
Paul Kagame
Leo Varadkar
Michael Higgins
Luis Abinader e Primeira-dama
Nana Akufo-Addo
Mohamed Bazoum
Abdul Fatah Khalil Al-Sisi
Maomé VI de Marrocos
Klaus Iohannis
Nikos Christodoulides
Kassym-Jomart Tokayev
Paul Biya
Serdar Berdimuhamedow
Draupadi Murmu
Katerina Sakellaropoulou
Macky Sall
William Ruto

## Celebridades

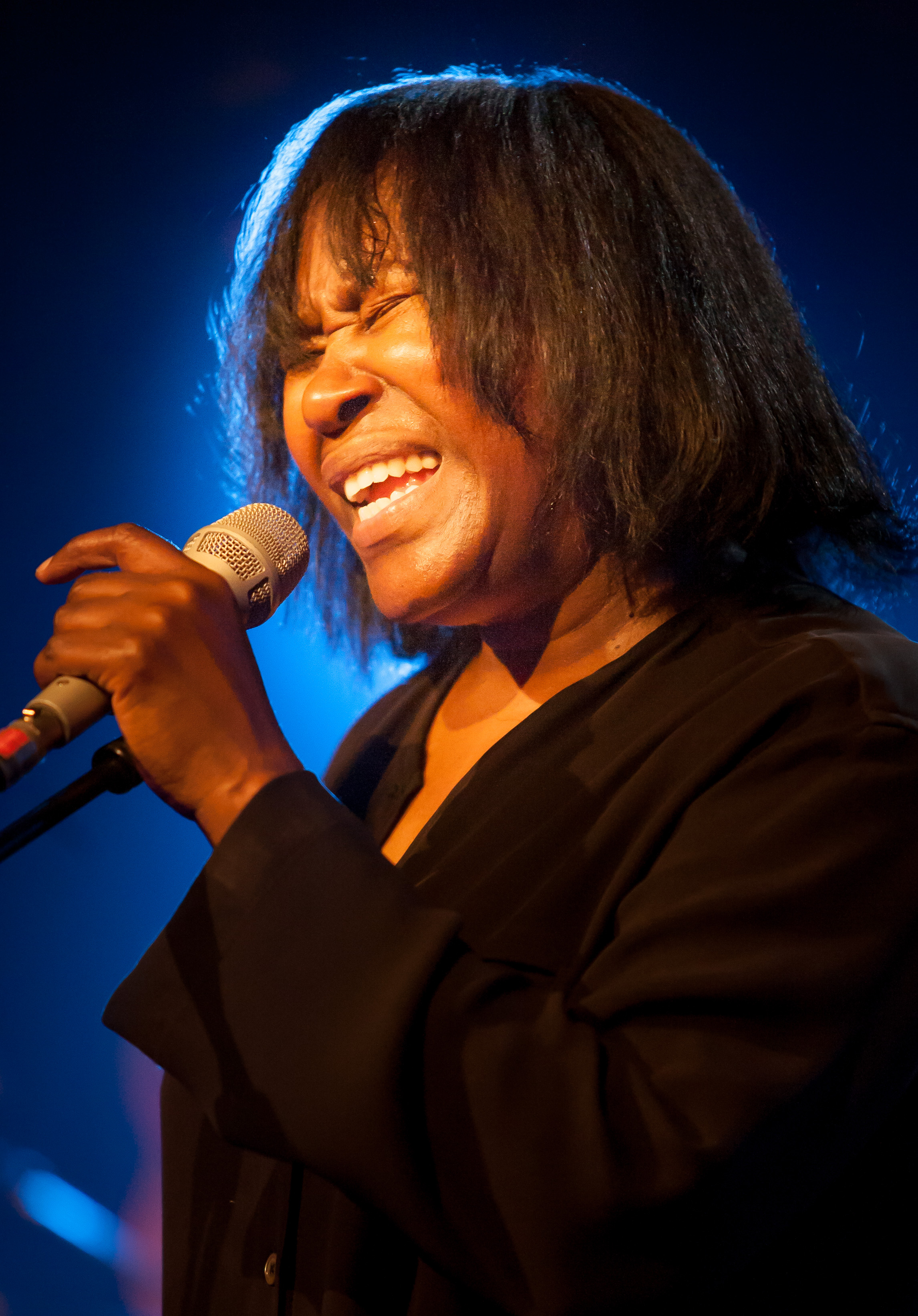
Joan Armatrading (cantora)
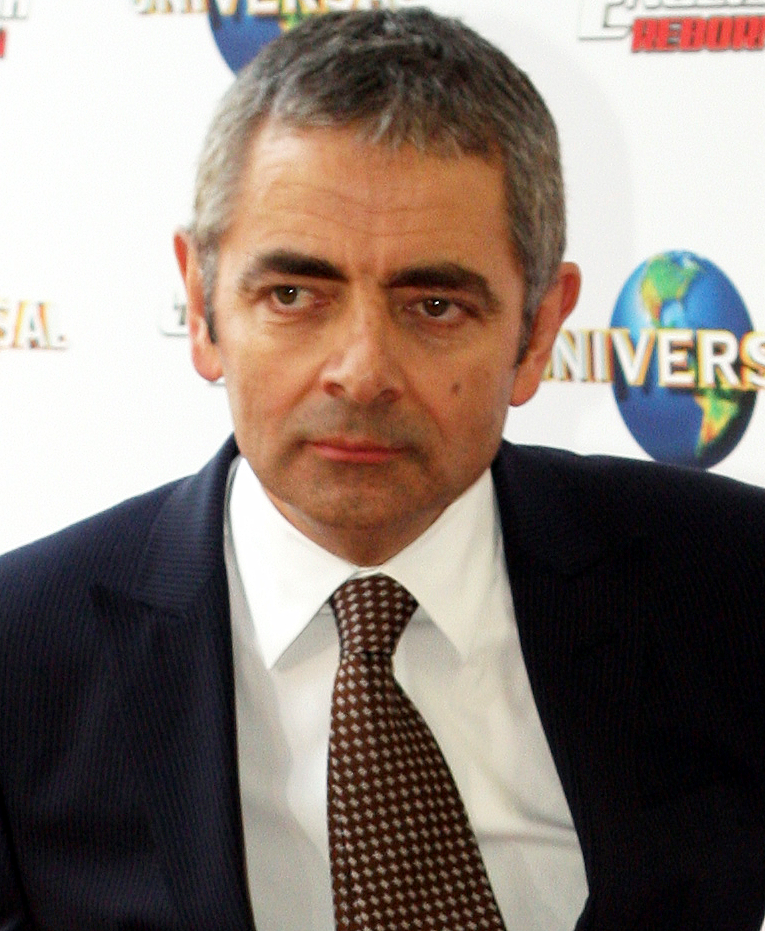
Rowan Atkinson (ator)
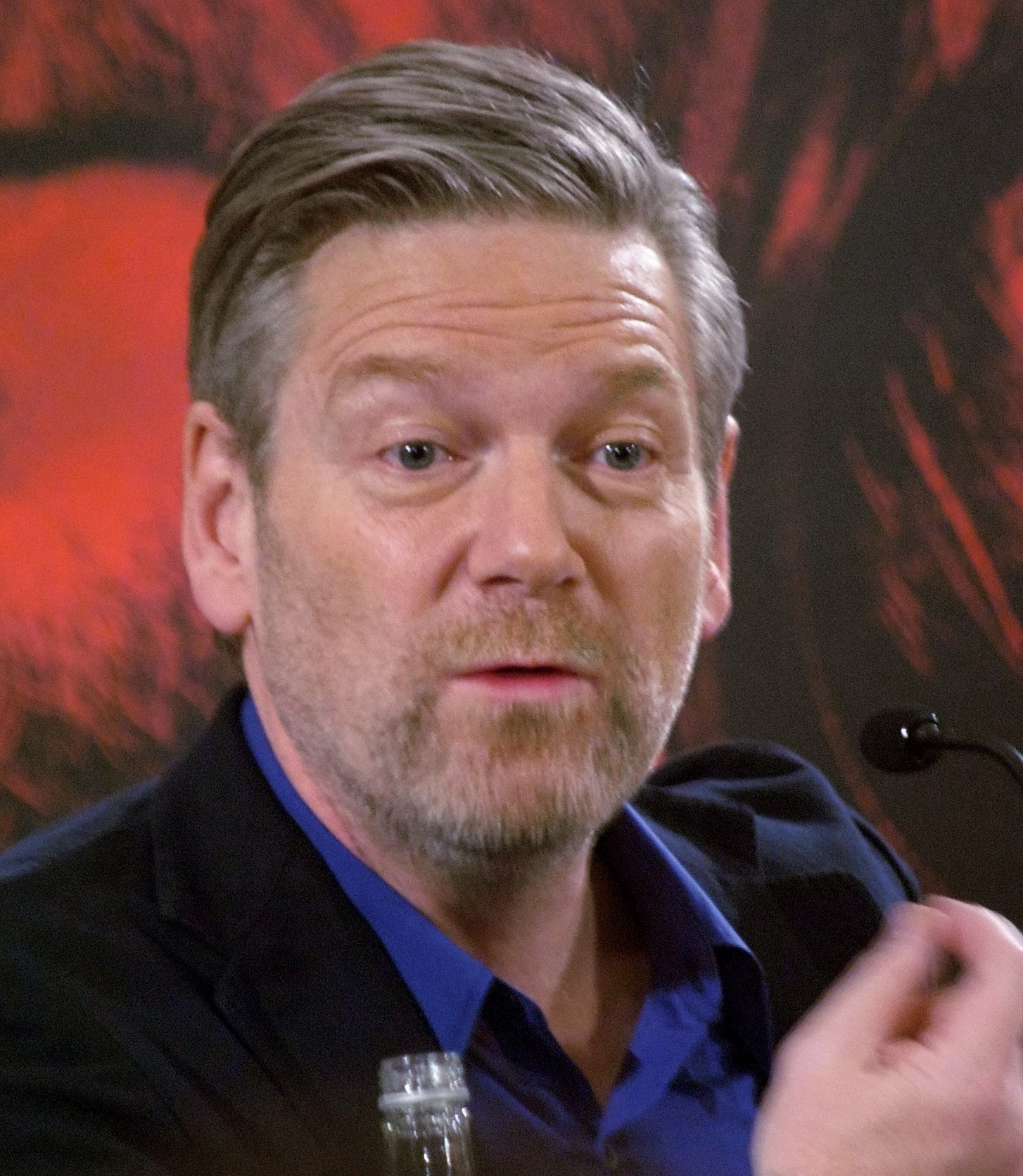
Sir Kenneth Branagh (ator)
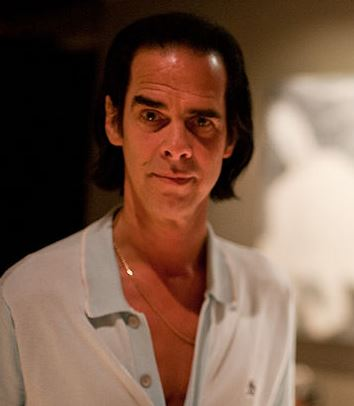
Nick Cave (cantor)
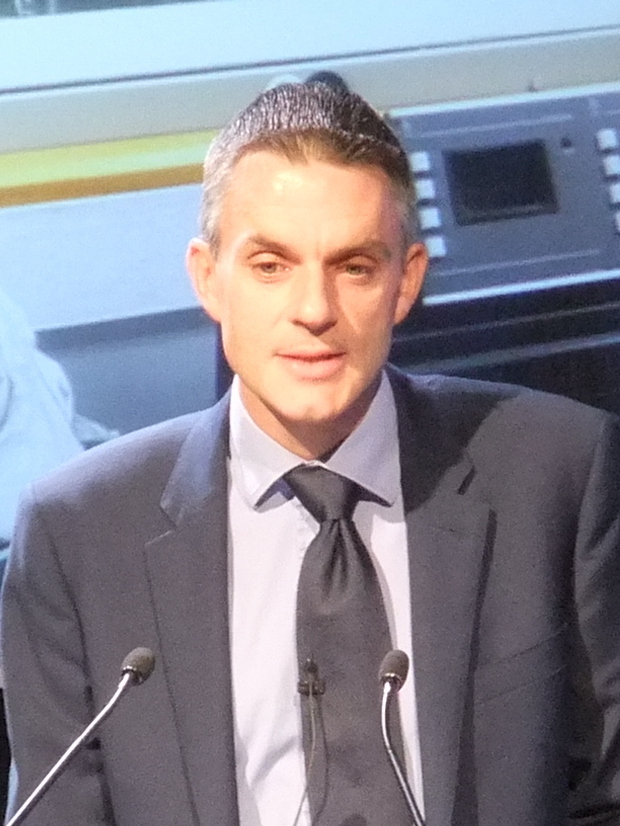
Tim Davie (executivo)
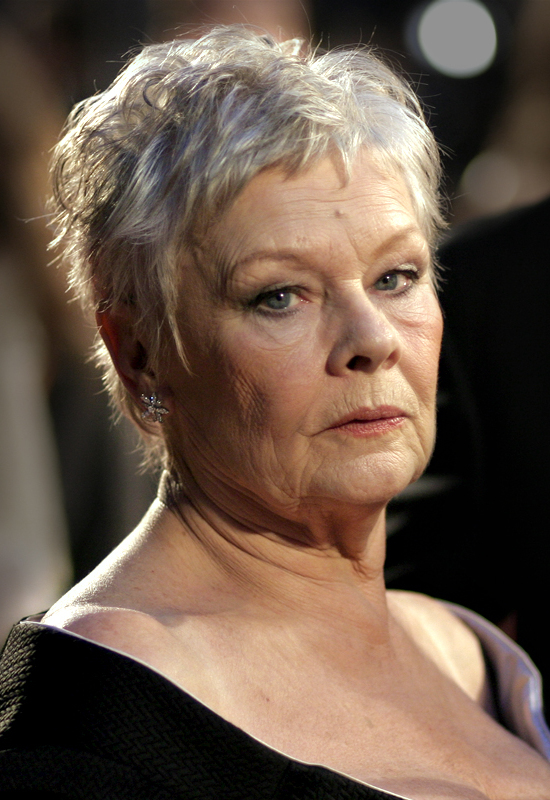
Dame Judi Dench (atriz)
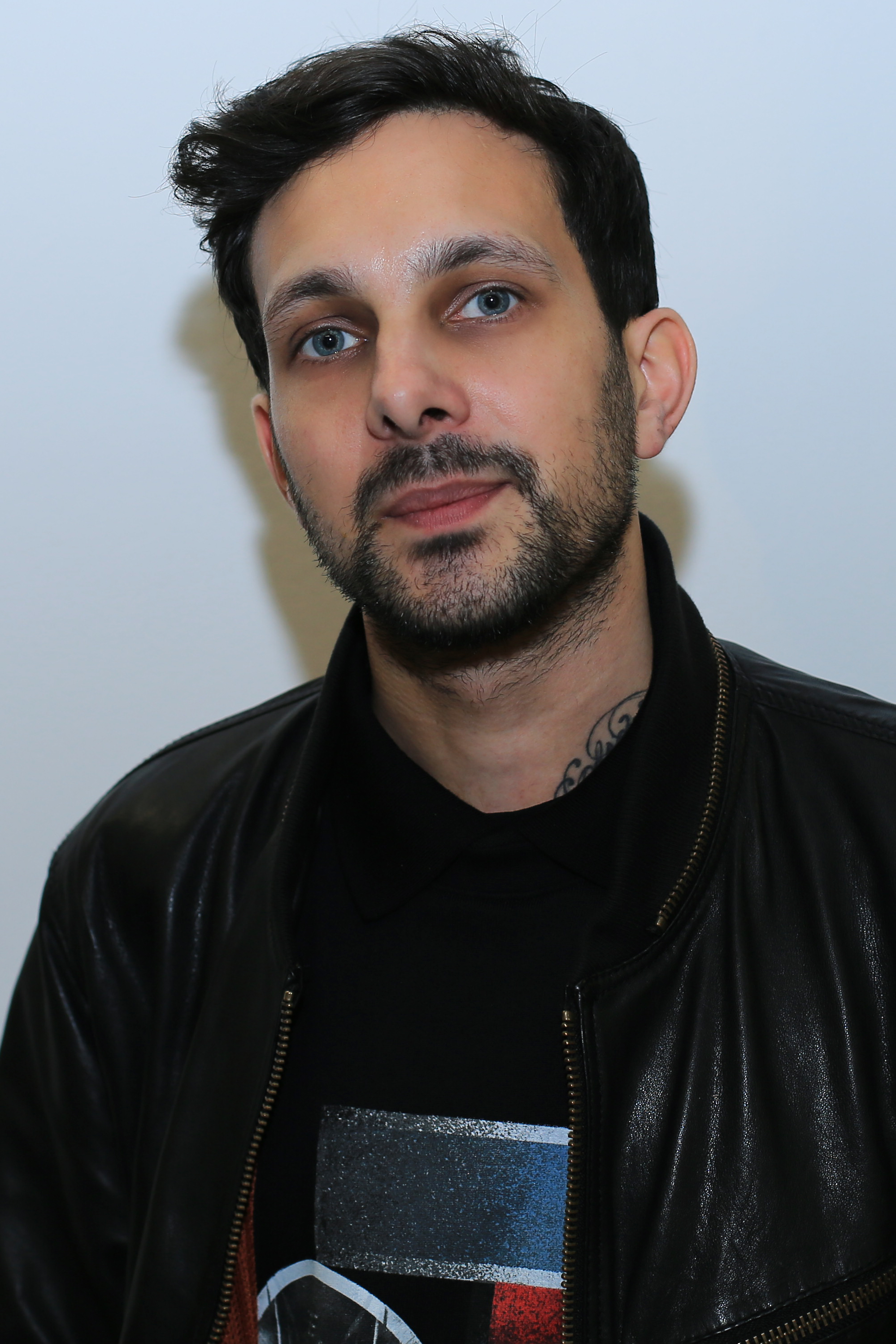
Dynamo (ilusionista)
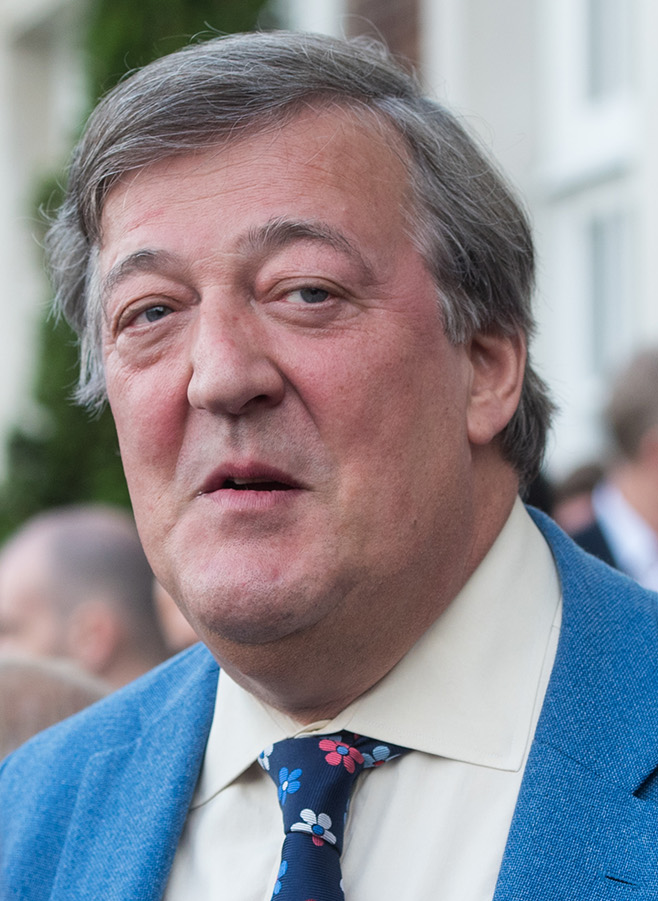
Stephen Fry (ator)
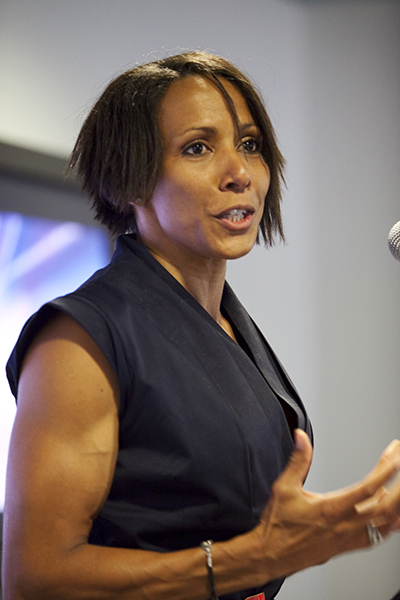
Dame Kelly Holmes (atleta)
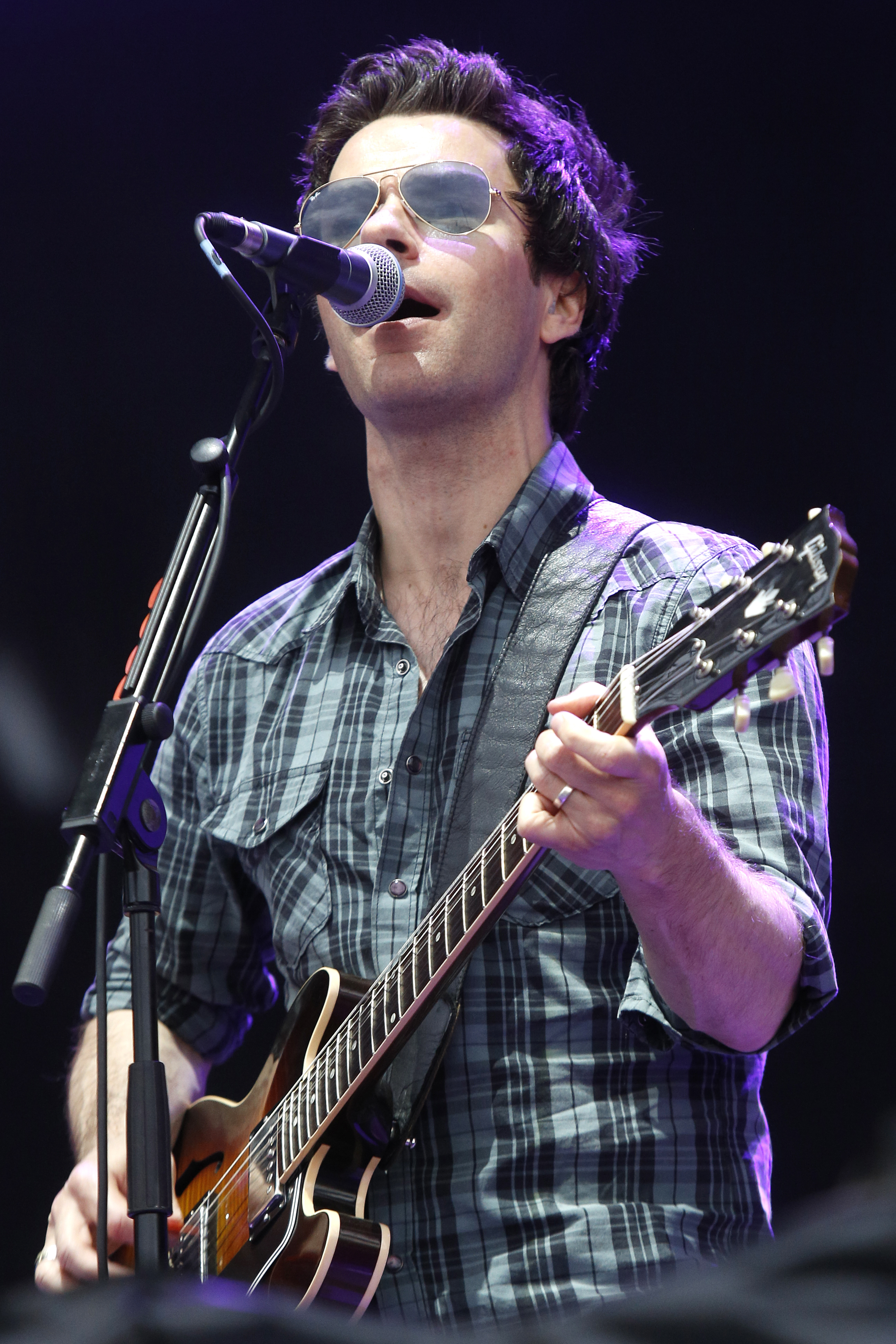
Kelly Jones (cantor)
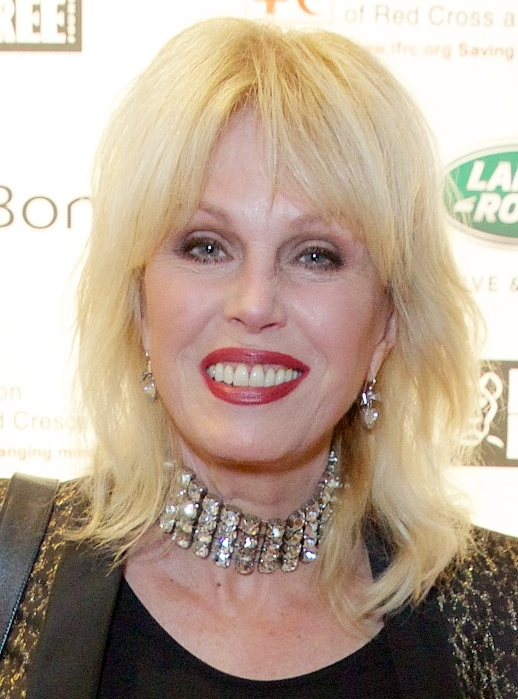
Dame Joanna Lumley (atriz)
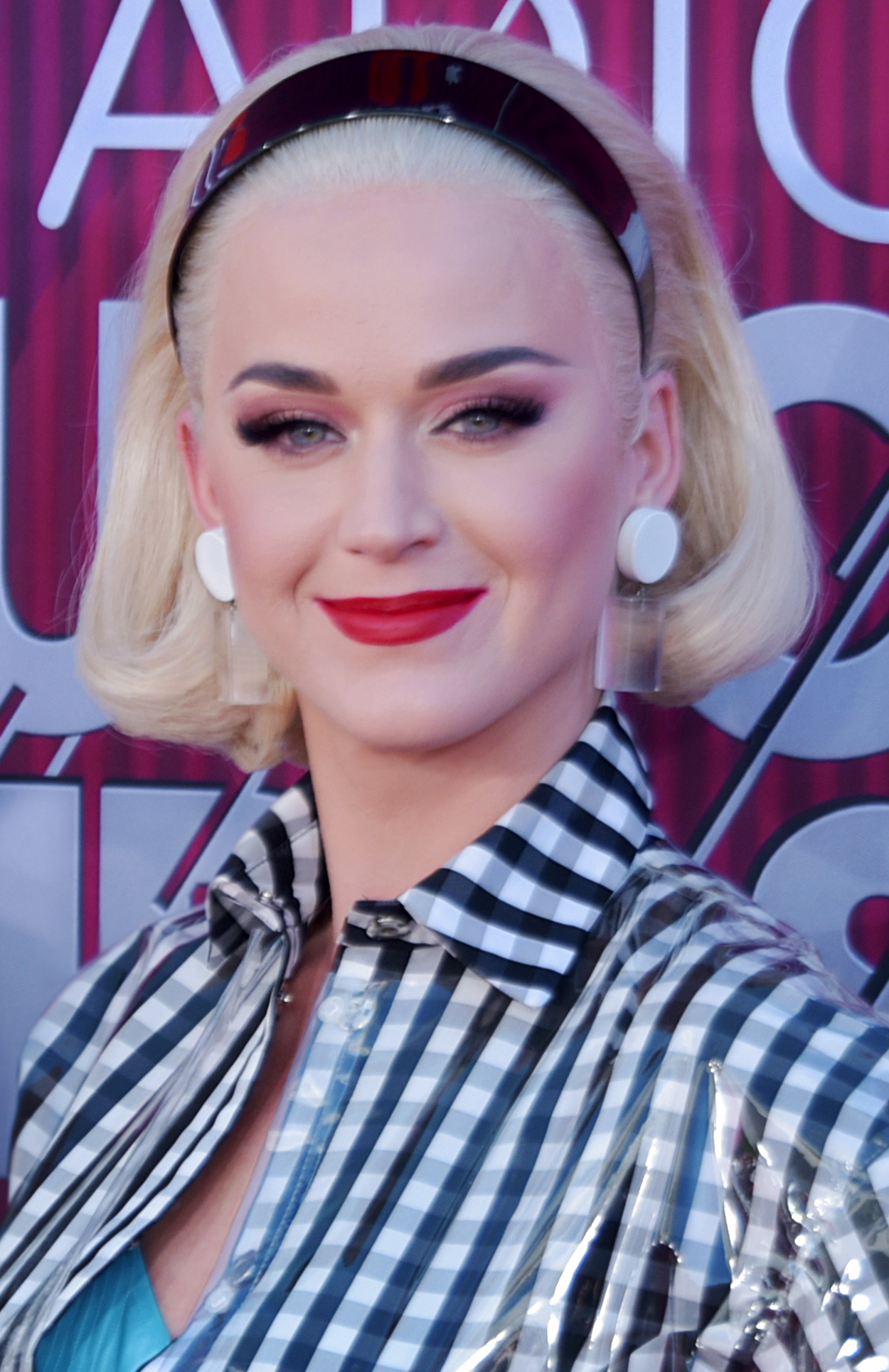
Katy Perry (cantora)
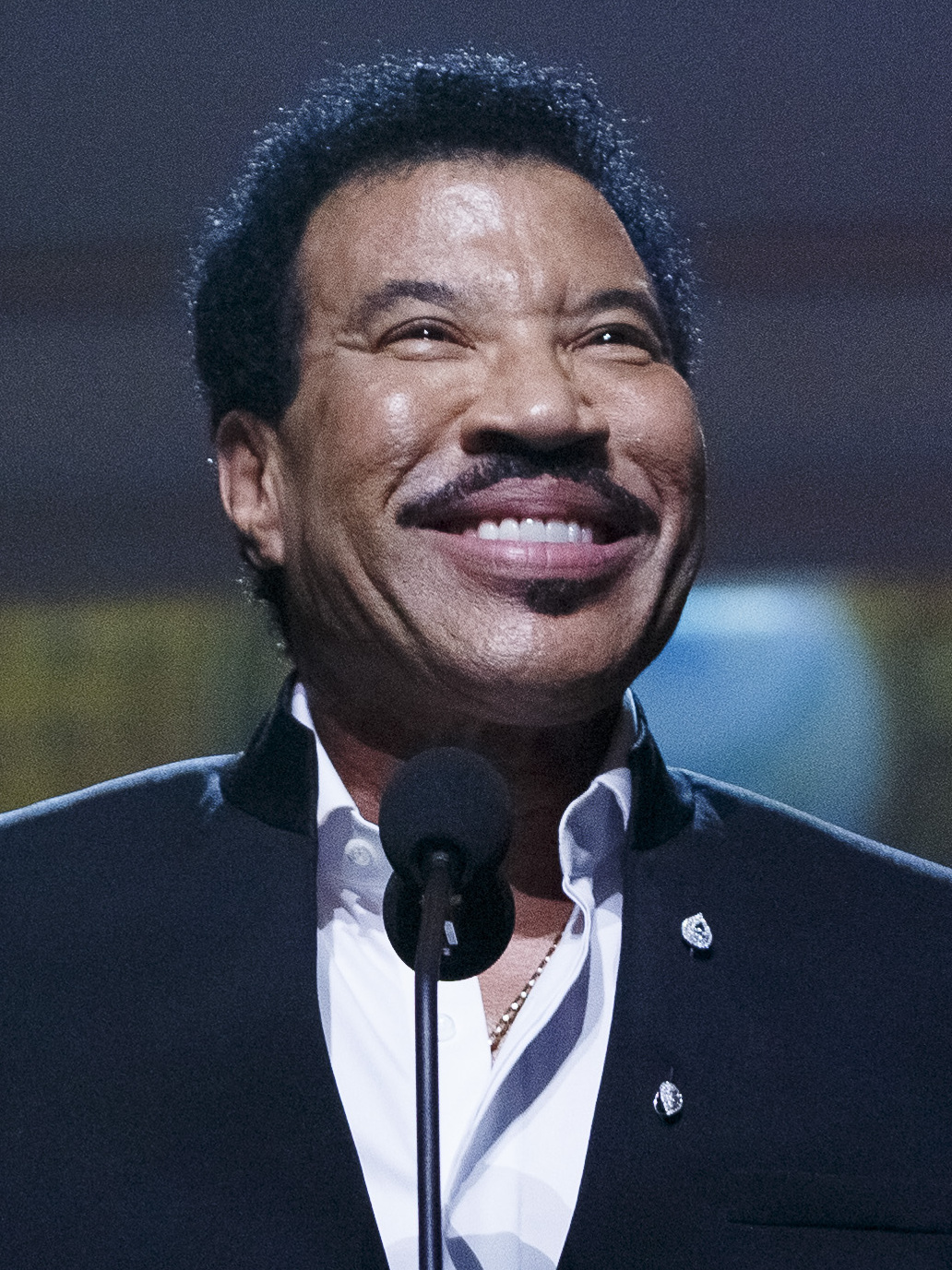
Lionel Richie (cantor)
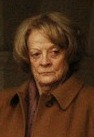
Dame Maggie Smith (atriz)
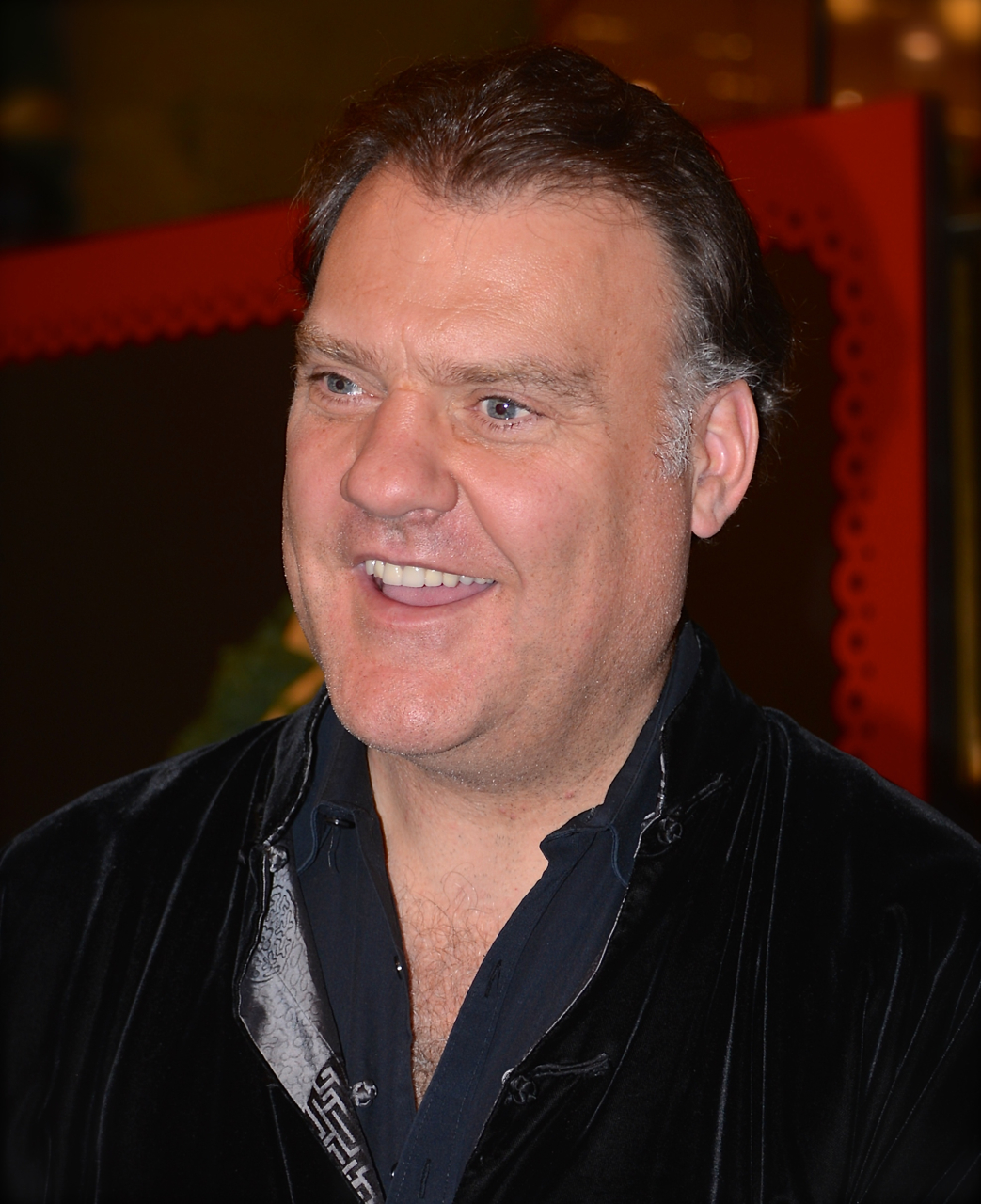
Sir Bryn Terfel (cantor)
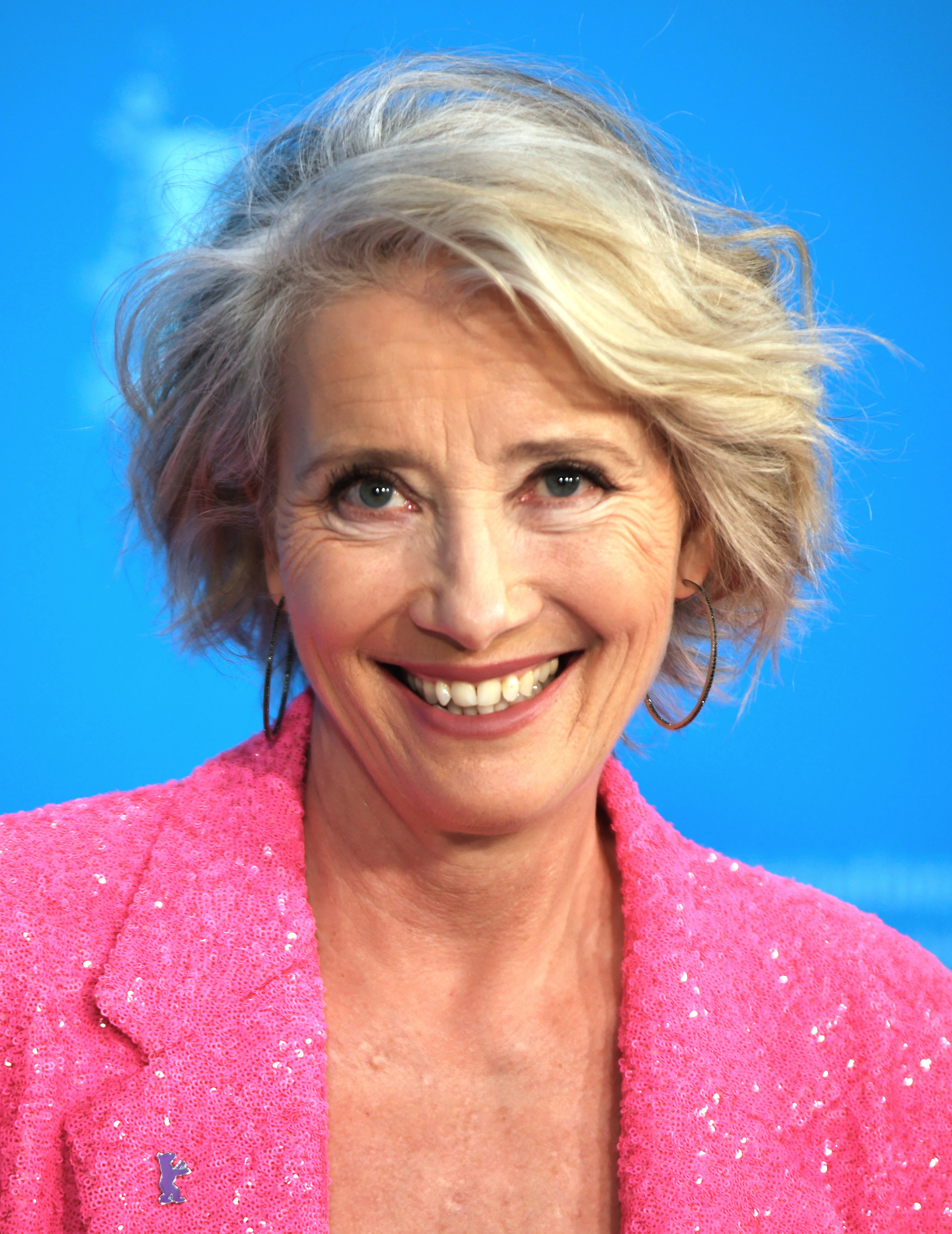
Dame Emma Thompson (atriz)
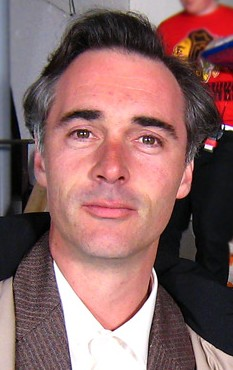
Greg Wise (ator)

## Ausências
O presidente da Croácia, Zoran Milanović, foi convidado, mas não pôde comparecer devido a um defeito no avião do governo.
O presidente da Sérvia, Aleksandar Vučić, foi convidado para a coroação, mas cancelou sua presença após o tiroteio na escola de Belgrado.
O presidente da Turquia, Recep Tayyip Erdoğan, recusou o convite, como fez no funeral de Isabel II, devido às próximas eleições presidenciais.

## Estados não convidados
- Afeganistão (República Islâmica do Afeganistão);
- Bielorrússia (República da Bielorrússia);
- Irã/Irão (República Islâmica do Irã);
- Mianmar (República da União de Mianmar);
- Síria (República Árabe da Síria);
- Rússia (Federação Russa);
- Venezuela (República Bolivariana da Venezuela).